# 프랑스 혁명
프랑스 혁명(프랑스어: Révolution française [ʁevɔlysjɔ̃ fʁɑ̃sɛːz], 영어: French Revolution, 1789년 5월 5일 ~ 1799년 11월 9일)은 프랑스에서 일어난 시민 혁명이다. 프랑스 혁명은 엄밀히 말해 1830년 7월 혁명과 1848년 2월 혁명도 함께 일컫는 말이지만, 대개는 1789년에 일어난 혁명만을 가리킨다. 이때 1789년의 혁명을 다른 두 혁명과 비교하여 프랑스 대혁명이라고 부르기도 한다. 프랑스 혁명 기념일은 매년 7월 14일로 국경일이자 공휴일이다. 프랑스 혁명의 발단이 된 바스티유 감옥 습격이 발생한 1789년 7월 14일을 기리기 위해서 이듬해 1790년 7월 14일에 진행된 혁명기념 축제가 그 기원이다.
프랑스 사회는 절대왕정이 지배하던 앙시앵 레짐(구체제) 하에서 18세기에 모든 선진국에서 나타난 일반적 특징처럼 자본가 계급이 부상하고 있었다. 또한 미국 독립혁명의 영향으로 자유의식이 고취되어 있었다. 이런 가운데 발생한 심각한 경제불황은 인구의 절대다수(98%)를 차지하던 평민들의 불만을 가중시켰으며 마침내 흉작이 발생한 1789년에 봉기하게 되었다. 도시민과 농민의 개입으로 시민혁명의 단계로 변화된 이 혁명은 3년간에 걸쳐 모든 체제를 전복시켰다. 혁명 소식을 접한 피지배 민족들이 자유와 독립 쟁취 의식에 고취되자 여러 민족을 거느린 유럽의 군주들은 불안감을 느꼈다.
프랑스 혁명이 앙시앵 레짐(구체제)을 무너뜨린 후 80년간 공화정, 제정, 군주정으로 국가 체제가 바뀌며 불안한 정치 상황이 지속되었음에도 불구하고 뒤이어 이어진 나폴레옹 전쟁과 함께 결국 유럽에 민족주의, 자유주의를 널리 퍼뜨리는 역할을 하였다. 또한 크게 보면 유럽과 세계사에서, 정치 권력이 왕족과 귀족에서 자본가 계급으로 옮겨지는, 역사적으로 완전히 새로운 시기를 열어 놓을 만큼 뚜렷이 구분되는 전환점이 되는 사건이다. 자본주의의 발전기에 있어서 시민 계급이 절대 왕정에 저항하여 봉건적 특권 계급과 투쟁해서 승리를 쟁취했으며 새로운 정부와 새로운 사회를 건설해낸 최초의 사회 혁명이라 할 수 있다.

## 배경

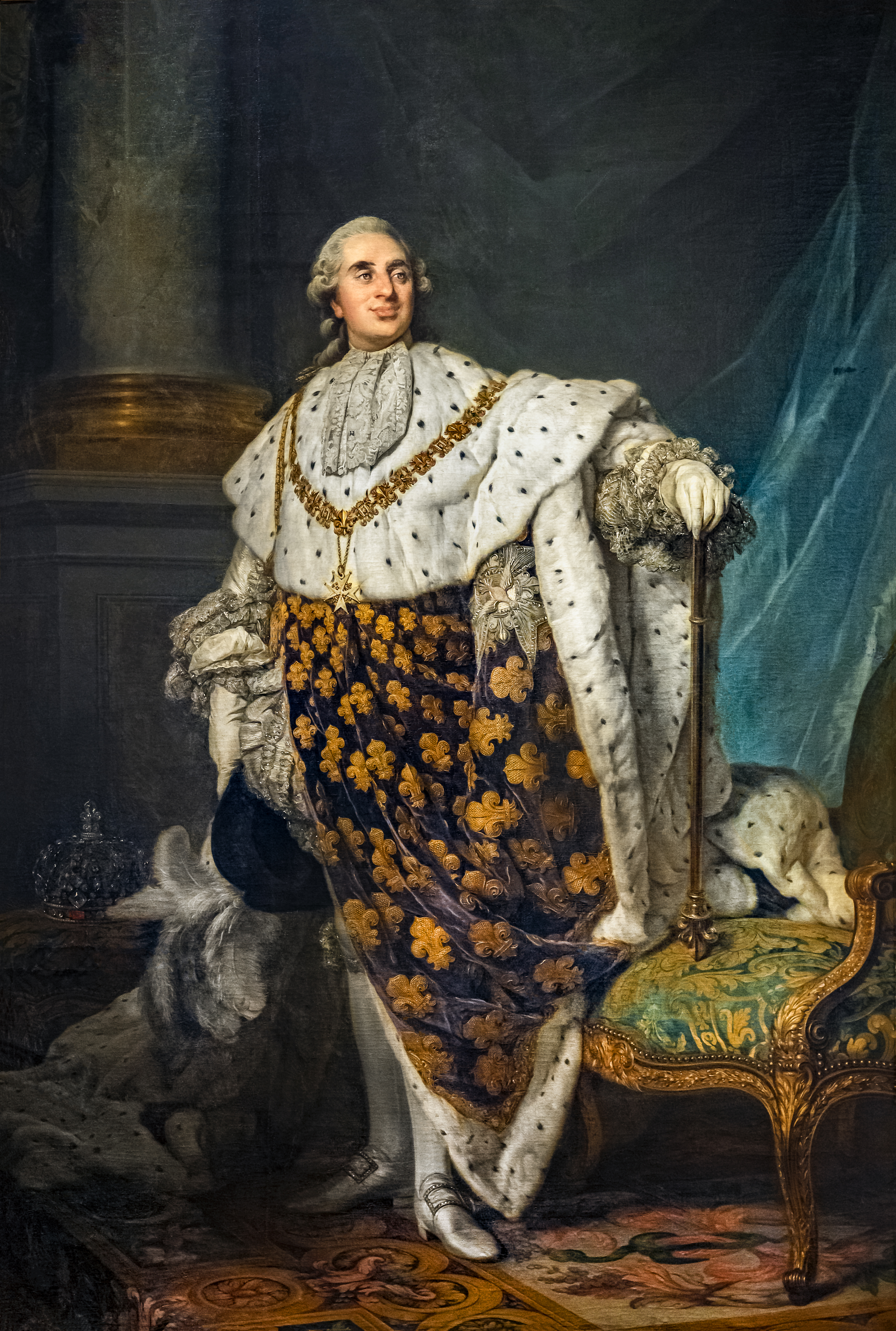
루이 16세의 초상화, 조제프 뒤플레시

프랑스는 18세기에 들어와서 혁명 전야까지 스페인 왕위 계승 전쟁 (1701 ~ 1714년), 미국 독립 전쟁 (1775 ~ 1783년)을 비롯한 여섯 차례의 큰 전쟁에 참여했다. 참전의 결과는 프랑스의 국익에 도움이 되지 못하고 재정만 낭비하는 결과를 초래했다. 루이 14세 (재위 1643~1715년)의 말년에 국가 재정은 위기 양상을 나타내기 시작했는데, 그 후 더욱 심각해지고 만성화되어 갔다. 또한 루이 14세의 낭트 칙령의 폐지 (1685년)와 위그노 추방은 프랑스 산업 발전에 심각한 악재로 작용했다.
프랑스에서 부르주아의 발전은 영국에 비해서 지지부진했으나, 18세기 후반에는 중농주의자의 주장으로 대표되는 곡물 거래의 자유, 인클로저의 자유를 요구하는 세력이 대두되고 있었다. 공업 부문에 있어서도 면직물 공업이 18세기 초부터 부상하기 시작해서 재래의 모직물 ·  린네르 공업과 경합하게 되었다. 18세기 후반, 길드의 규제는 여전히 강했으나, 자본주의식 공장제 수공업(manufacture)이 각지에서 증가하고 있었다.
1774년 중농주의자인 재무총감 튀르고는 부르주아의 발전을 저지하던 영주와 국가의 통제를 없애버리려 했다. 1776년에는 ‘여섯 가지 칙령’이 공포되었는데, 이것은 농민을 노예 수준의 부담에서 해방시키고, 공업에 있어서의 길드제를 폐지하며, 농업과 노동에 대한 자유를 보장하는 것을 목적으로 한 것이다. 이것은 부르주아적 이해와 대립하는 봉건적 귀족과 그들에 기생하던 특권 상인의 세력을 약화시키는 것이 불가피한 과제가 되었다는 것을 보여주었다.
이러한 부르주아적 발전에 대응하여 노동자의 자본에 대한 투쟁이 조직적으로 일어났다. 견직물 공업의 중심지였던 리옹에서는 직조공들의 파업이 18세기 후반에 연이어 일어나기에 이르렀다. 한편 귀족 계급은 성직자와 함께 봉건적 특권을 누리고 있었는데, 18세기에는 여러 그룹으로 갈라져 있었다. 군대에 복무하는 군인 귀족과 법무에 종사하는 법조 귀족이 대표적인 귀족이었지만, 약간의 귀족을 제외하고 거의 대부분의 대귀족은 궁정 (宮廷)에 빌붙어 영지 경영에 관심을 갖지 않고 나태한 생활을 보냈으며, 거의 대부분의 사람은 막대한 부채를 짊어지고 있었다.
이와 같이 18세기 후반에는 절대왕권 제도와 절대왕권제의 지지자였던 귀족들 거의 대부분도 재정적 곤란에 처해 있었다. 그들은 농민을 더욱 착취하여, 농촌을 거의 황폐화시켰다. 프랑스에서 부르주아가 발전하려면 사회적 대변혁이 불가피했었다. 계몽 사상가는 이와 같은 결함된 사회 제도를 맹비난하면서 합리적인 사회제도의 출현을 선동했다. 당시 프랑스는 계몽사상가인 장자크 루소와 백과전서파인 볼테르 등 사회계약설이 많은 지식인에게 영향을 주었고 그것을 국민이 공감하여, 당시의 사회 제도(구체제)에 대한 반발심을 가지고 있었다. 부르봉 왕가 정부, 특히 국왕 루이 16세는 이를 완화하기 위해 점진적인 개혁을 목표로 했지만, 특권 계급과 백성과의 괴리를 채울 수 없었다.

### 불평등한 사회 체제

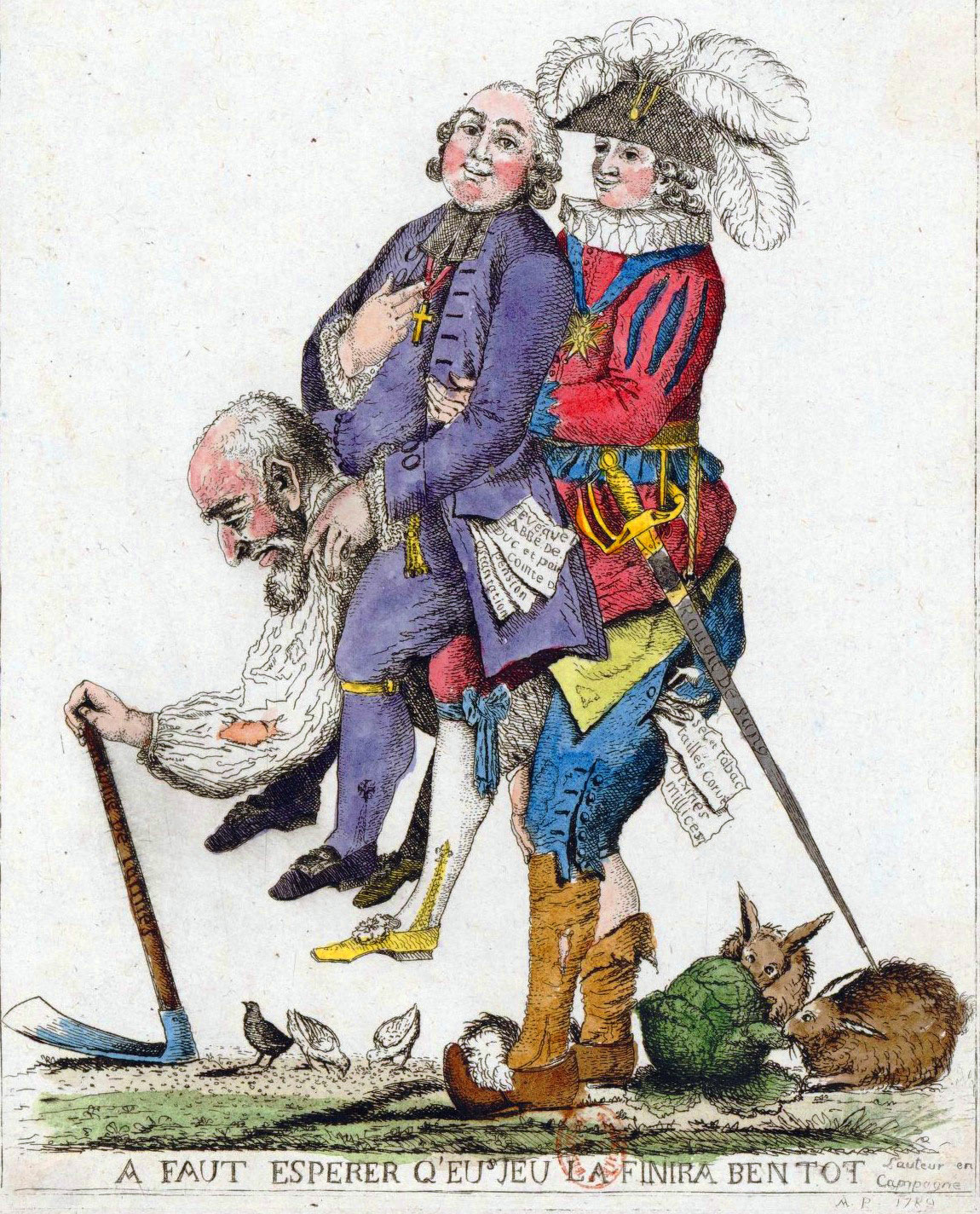
구체제의 모순을 풍자한 만평

프랑스 혁명은 이런 구체제(앙시앵 레짐)의 모순에서 발생하였다. 구체제 하에서는 인구의 2% 정도밖에 안 되는 제1계급인 성직자와 제2계급인 귀족은 전체 토지의 40%를 차지하고 있으면서 면세 등의 혜택을 누리는 등 주요 권력과 부와 명예를 독점하였다. 인구의 약 98%를 차지하던 제3계급(평민)은 무거운 세금을 부담해야 했다. 제3계급이 정치에 참여할 수 있는 삼부회가 있었지만 175년간 소집되지 않았기 때문에, 실질적으로 정치에서 배제되었다.

### 국가 재정 파탄
루이 16세(재위 1774∼92)의 정부는 영국의 아메리카 대륙 진출을 견제하려고 미국 독립 혁명(1775~83년)을 지원하였으나 과도한 군사비 집행으로 인해 재정궁핍에 빠지게 된다. 또한 프랑스 왕실재정 역시 선대의 향락으로 인해 국고가 바닥났다. 1787년 2월, 재정총감 칼론은 명사회를 소집하고, 특권신분에게도 과세하는 ‘임시지조’를 제안한다. 그러나 귀족·성직자들은 파리 고등법원과 결탁해 재정안에 저항하였고 그로인해 파산 직전에 이른 재정을 메우기 위해 제3신분에게 부과되는 세금은 점점 과중해졌다.
루이 16세에 이르러 재정은 파탄나고 흉년이 거듭됐으며 1785년 목걸이 사건이 일어나며 왕비 마리 앙투아네트는 프랑스 의회에 미움을 사게되고 왕실에 대한 불만은 시민 계급을 중심으로 극에 달하게 된다. 목걸이 사건은 사기꾼 라 모트 부인이 왕비 마리 앙투아네트 이름을 도용하여 돈과 목걸이를 손에 넣은 사기극으로 재판을 통해 왕비의 결백이 증명되었다. 그럼에도 불구하고 백성은 이를 믿으려 하지 않았고 왕비의 사치가 재정 위기를 초래했다는 오해를 퍼뜨리게 하였다. 결국 이사건으로 왕비는 대중에게 미운털이 박혔고 프랑스 혁명기인 1793년 10월 16일 참수형에 처해지는 간접적 원인이 된다.

### 민중의 사회 개혁 의지
제3계급 중에서도 의사, 변호사, 사업가 등 전문지식을 통해서 부를 축적한 전문직 일명 부르주아지 계층은 혈연과 교회의 권위로써 부와 권력을 향유하는 1, 2신분을 제치고 사회의 주도층이 되길 원하고 있었다. 이들은 계몽주의 사상을 강력하게 신봉하였다. 프랑스 혁명 당시 노동자, 빈농, 인민 등의 프롤레타리아 계급들도 자신들의 의지에 따라 혁명에 참여했다. 이들은 "자연으로 돌아가라"는 장 자크 루소의 직접민주주의 이념의 영향으로 “모든 사람은 평등하며, 인간의 존엄성을 중시하여야 한다."는 열망에서 특권층에 의한 불평등한 사회체제에 항거하려는 이념으로 혁명에 가담하였다.

### 명사회 개최

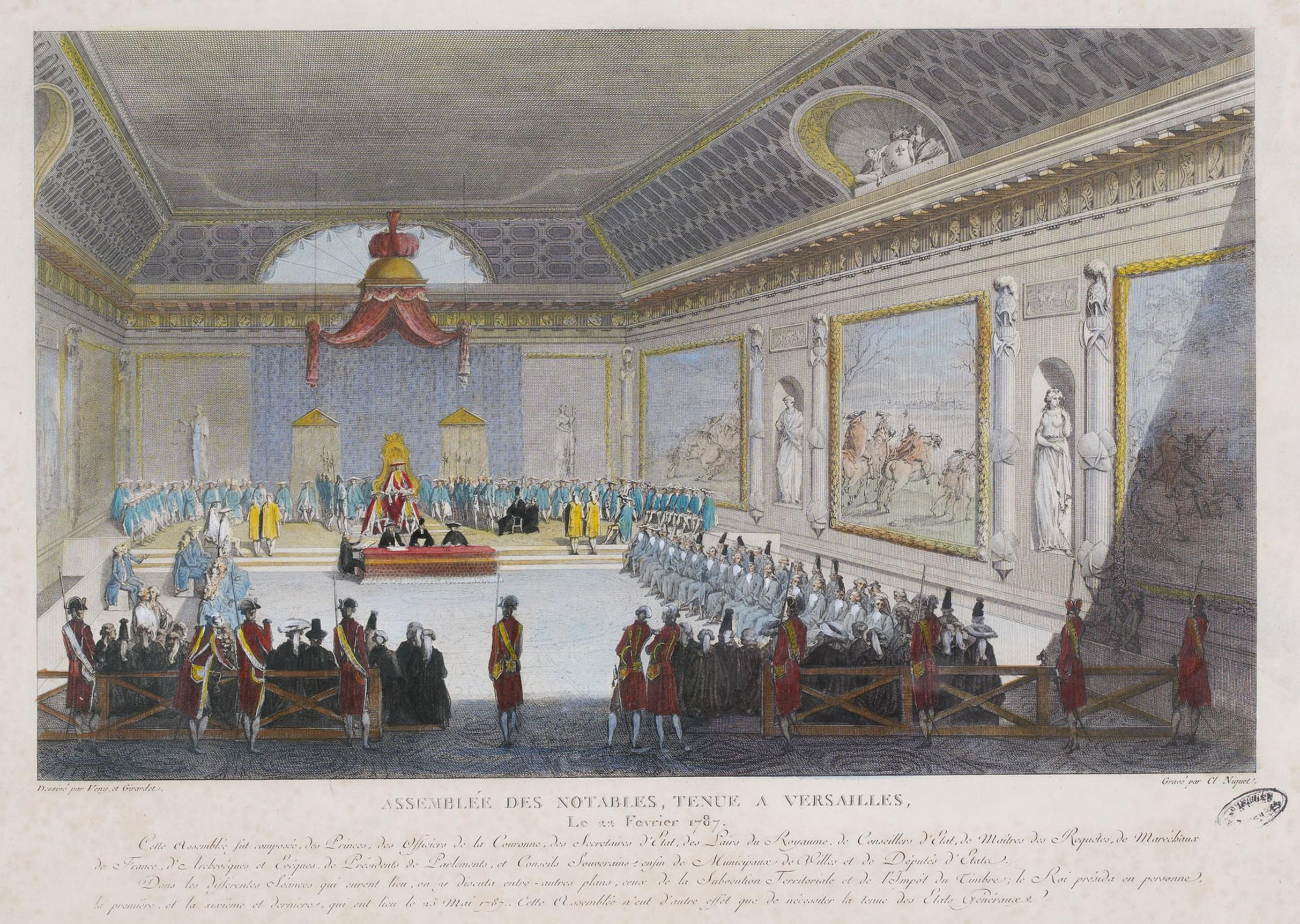
명사회 (1787년 2월 22일)

1787년이 되자 상황이 절망적인 수준으로 악화되었다. 빵의 품귀와 물가 폭등으로 민중의 불안이 증가했고 폭동과 시위가 잇달았다. 1787년 2월 22일, 루이 16세는 144명의 귀족과 성직자로 구성된 명사회를 소집해 대책을 논의했다. 재무부 장관 칼론은 160년 만에 소집된 명사회에서 국가 재정을 살리기 위해 인지세와 토지세 인상등 세제 개혁을 제안했다. 또한 많은 토지를 소유한 귀족이나 로마 가톨릭교회 성직자와 같은 특권 계급에 대한 과세도 논의 주제로 삼았다. 면세 혜택을 받는 특권층이었던 명사회의 대다수는 이를 반대했다. 세제개편안 때문에 칼론은 정적들로부터 공격을 받았는데 공금유용등 비리가 폭로되자 1787년 4월 8일에 루이 16세는 그를 해임하였다. 칼론의 후임으로는 툴루즈 대주교인 브리엔을 임명하였다. 새로운 채권 발행, 곡물 거래 자유화 등만 승인하고 명사회는 5월에 해산되었다.

## 혁명의 전개

### 삼부회 소집

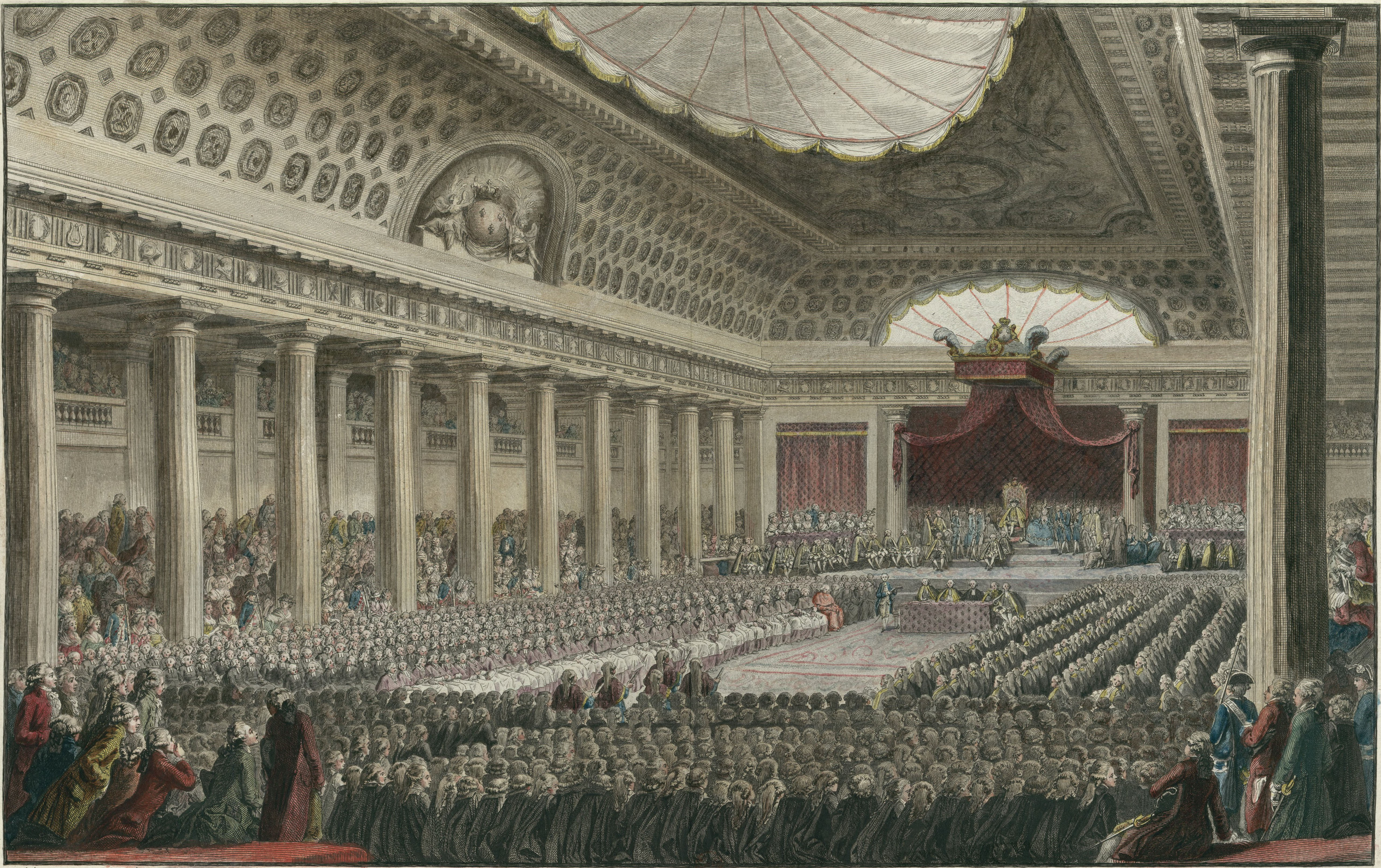
베르사유 궁전의 삼부회 개회식 (1789년 5월 5일)

명사회는 제1, 제2신분인 귀족과 성직자로만 구성되었기에 면세 특권층인 이들에게 징세추징을 위한 세제 개혁안을 승인 받는 것은 근본적으로 불가능했다. 도처에서 삼부회 개최에 대한 요구가 빈번했고 1788년 8월 8일, 재무부 장관 브리엔은 국왕으로부터 삼부회 소집을 허락받았다. 8월 16일, 국고가 바닥나서 국가 지불 정지가 선언되었다. 8월 25일, 약탈과 폭동이 빈발하는 가운데 루이 16세는 브리엔을 해임하고 네케르를 다시 불러들였다.
네케르는 공채발행을 통해 급한 위기를 수습하였고 1788년에 명사회를 다시 소집했으나 별 소득이 없자 12월 12일 해산하였다. 1789년초가 되자 삼부회 대표를 선출하는 선거가 진행되었다. 선거 분위기가 확산되면서 정치적 인쇄물이 늘어나고 정치토론이 활성화되었으며 여러 정치담론이 형성되었다. 삼부회에 참석할 대표 선출은 신분별로 일정한 자격과 기준으로 선정된 대의원(선거위원)들이 신분별 회의를 통해 지명, 선정하는 방식으로 진행되었다. 또한 신분별 참석 인원수는 1614년의 선례에 따라 각 신분별 동일한 인원수로 구성할 예정이었다. 그러나 제3신분(평민)은 지방 의회에서처럼 평민대표의 인원은 2배가 되어야 한다고 요구했고, 결국 루이 16세는 이 요구를 허락하였다.
1789년 5월 5일, 루이 16세는 175년만에 삼부회를 베르사이유 궁전의 살 데 메뉘 플레지르(Salle des Menus Plaisirs)에서 열었다. 성직자 290명, 귀족 270명, 평민 585명의 대표가 참석하였다. 그러나 삼부회는 초반부터 머릿수 표결과 신분별 표결을 놓고 의견이 충돌하며 난항이 거듭되었다. 신분별 표결방식은 각 신분별 의결후 1표만 행사할 수 있었는데, 특권층인 귀족과 성직자가 기득권 수호를 위해 협력하므로 대부분 2대 1이 되어 제3신분인 평민이 불리했다. 귀족, 성직자 대표는 신분별 표결 방식을, 평민 대표는 머릿수 표결 방식을 지지함으로써 자신들이 속한 계급에 유리한 표결 방식의 채택을 주장했다.
또한 다수를 차지하는 평민 계급은 면세등 각종특권 폐지와 부동산에 대한 중세적 권리 폐지등의 개혁을 위해 합동 회의를 통한 토론을 요구했다. 기득권 유지를 원했던 귀족과 성직자들은 신분별 회의 진행을 주장했다. 결국 삼부회는 해결점을 못찾고 첨예한 대립만 오고가며 파행이 이어졌다.

### 테니스 코트 서약

테니스 코트의 서약 (1789년 6월 20일)

평민 대표들은 머리수 표결 방식이 채택되지 않자, 자신들이 국민의 98%를 대표한다는 주장과 함께 6월 17일에 별도로 '국민의회'를 결성하였다. 아울러 어떠한 세금도 자신들의 동의 없이 징수할 수 없다고 선언했다. 평민대표들의 도발에 분노한 루이 16세는 측근들과 귀족대표들의 의견에 따라 '국민의회'의 해산을 명한후 회의장을 폐쇄해 버렸다.
회의장이 폐쇄되자 1789년 6월 20일 국민의회측(평민대표들)은 테니스 코트로 이동하여 헌법이 제정될 때까지는 국민의회를 해산하지 않는다고 선언하고 이에 대해 서약문을 작성하였다(테니스 코트의 서약). 국민의회에는 진보적 사고를 갖고 있던 로마 가톨릭 사제와 자유주의 귀족 47명도 합류하였다. 7월 9일에는 제헌국민의회라 칭하여, 인민의 최고 입법 기관으로서 프랑스 헌법 제정에 착수하였다.

### 바스티유 습격

시민들에게 공격받는 바스티유 감옥, 장 피에르 루이 로렌트 휴엘, 수채화, 37,8 x 50,5 cm, 1789년 작

왕당파가 제헌국민의회의 무력 탄압을 기도하여, 지방으로부터 군대를 결집하고 있다는 소식이 전해지자, 1789년 7월 12일부터 군대와의 사이에 충돌을 반복하였다. 7월 14일 아침, 파리 민중들은 혁명에 필요한 무기를 탈취하기 위하여 바스티유 감옥을 습격하였다. 민중들은 도개교(跳開橋)를 내리고 감옥으로 쇄도하여, 감옥을 점령하였다. 이 습격의 성공은 바야흐로 혁명의 도화선이 되었다. 이들이 프랑스 대혁명에 가담한 이유는 기득권층에 대한 감정적인 불만이나 부르주아의 선동 때문이 아니라, "자연으로 돌아가자"면서 평등사회를 추구한 장 자크 루소의 영향으로 불평등한 사회체제에 저항하는 사회개혁의지를 갖고 있었기 때문이다.
파리 시내 곳곳에 바리케이트가 세워지고 자치위원회가 주도하여 바이이를 새로운 시장으로 선출하였으며 민병대(국민군) 사령관으로 라파예트를 임명하였다. 루이 16세는 군대를 철수시킨후 7월 18일에는 파리를 방문하는등 사태를 진정시키려 노력하였다. 한편 혁명의 여파는 지방으로 확산되어 격렬한 동요가 있었다. 지방 중소도시에서는 자치위원회와 국민방위대를 조직하고 정치범 수용소, 요새, 성들을 장악하였다. 국왕이 임명한 지사나 군사령관들은 국민방위대에 저항하지 않았고 그들의 활동에 대해 방임으로 일관했다. 이로써 국왕의 권위는 지방에서도 이미 존재하지 않았다. 또한 도시들은 상호 연맹을 맺고 협력하였다.

### 농민반란

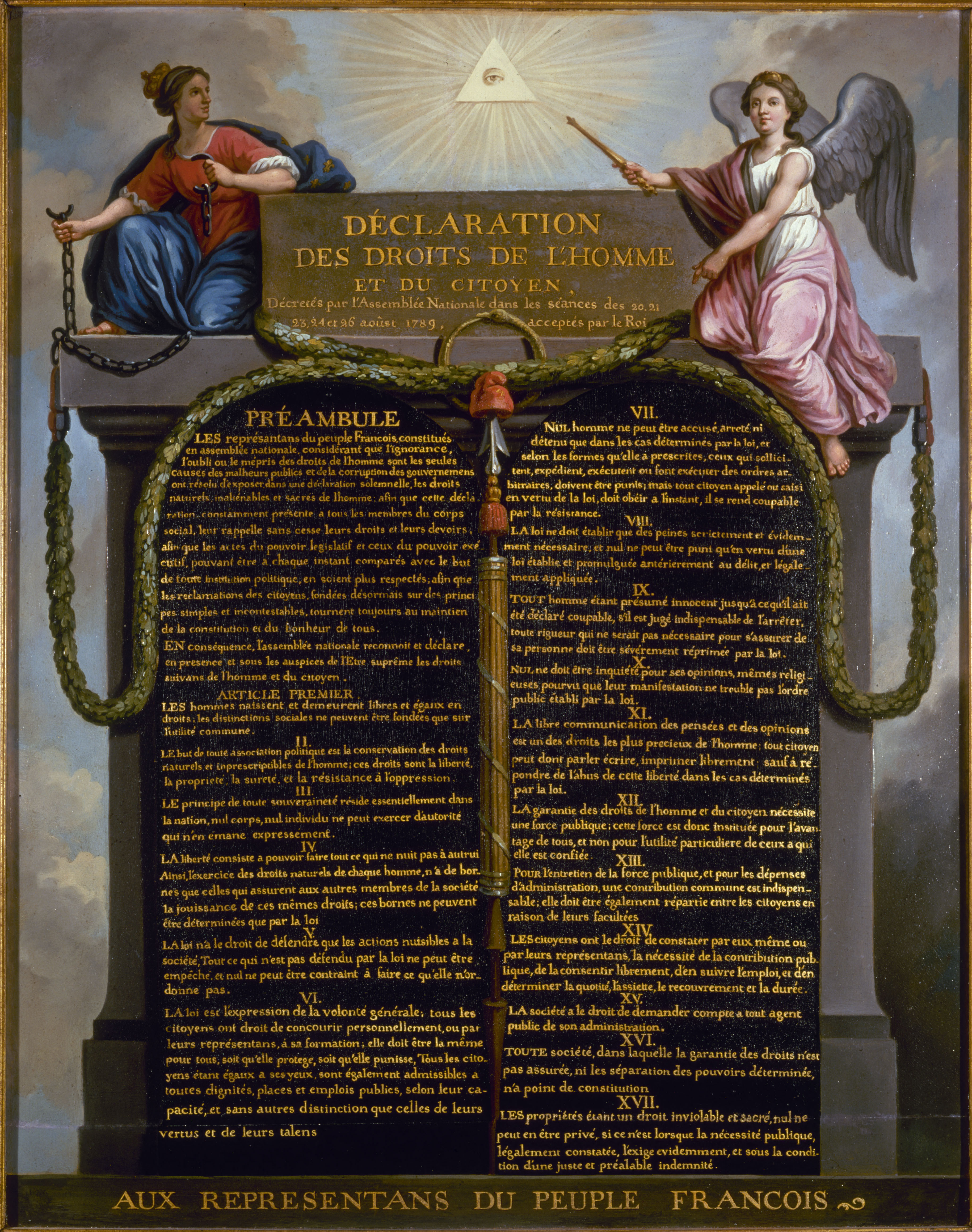
인권선언 (1789년 8월 26일)

농민들도 혁명에 휩쓸려 봉기하였는데 이들은 총뿐만 아니라 낫, 쇠스랑 등 농기구를 들고 매우 폭력적이고 극단적인 방법들을 행동으로 옮겼다. 성들을 약탈하고 자신들을 얽매었던 문서를 불살랐으며 영주와 지주들을 공격하였다. 이런 폭력적인 현상은 전국적으로 퍼져나가며 대공포라는 표현이 사용될 정도로 심각성을 띄었다. 삼부회나 국민의회(제헌의회)의 활동 중에 농민과 도시 노동자(프롤레타리아)의 권리를 주장할 수 있는 발언권이 없었다. 지방도시의 봉기에서 자치위원회나 국민방위대 조직시에도 무산계급(소작농과 노동자)은 배제되었다. 혁명과 제3신분의 대표선출은 대부분이 부르주아 출신이 주도하며 무산계급의 발언권은 묵살되었다. 권리요구의 완충지대가 없이 억눌렸던 욕구가 극단적으로 표출된 것이다.

### 봉건제 폐지와 인권선언
제헌의회(국민의회)는 예기치 못한 사태에 당황하며 민중과 농민의 급진적인 행동으로 인한 무질서를 조속히 해결하기 위해 8월 4일 봉건제 폐지를 선언하였다. 봉건지대 유상폐지라는 시대적 한계는 있었으나 영주제와 농노제 폐지, 개인적 예속의 폐지, 소득에 비례한 세금납부 등이 기본내용이었다. 제헌의회(국민의회)의 개혁은 지속되었으며 8월 26일에는 인권선언을 발표하였다. 주권재민, 사상의 자유, 법앞의 평등, 재산, 투표, 과세의 평등, 소유권의 신성 등 새로운 사회질서의 원칙을 제시하여 혁명의 정의와 이념을 세웠다. 인권선언은 자연권 사상과 계몽 사상을 표현한 것으로 미국의 독립 혁명의 영향을 많이 받았다.

### 베르사유 행진

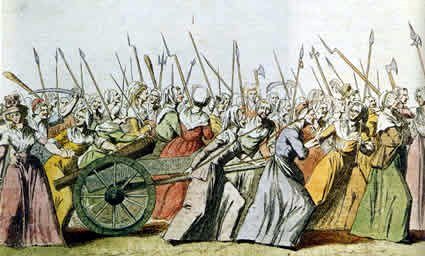
베르사이유 여성 행진 (1789년 10월 5일)

루이 16세는 봉건제 폐지와 인권선언의 재가를 거부하며 군대를 베르사유로 이동시켰다. 파리에는 '인민의 벗'을 비롯한 많은 새로운 신문이 창간되었고 국민의회(제헌의회)는 헌법제정으로 바쁜 나날을 보냈다. 바스티유 습격 사건과 봉건제 폐지 등으로 놀란 귀족들은 망명길에 오르기 시작했고 귀족들로 인해 번성했던 직업에 종사했던 이들이 일거리가 사라지며 실업자가 증가하였다. 전년도의 기상이상으로 인한 대흉작은 밀 수확량을 급감하게 만들었고 파리의 빵값이 치솟으며 서민들의 궁핍한 생활이 이어지자 불만과 원망이 폭발 일보직전에 놓여있었다. 이런 파리의 시민들의 사정과는 달리 베르사유에서는 플랑드르 군대를 위한 호화로운 연회가 10월 1일 벌어졌는데 이때 군인들에 의해 혁명의 상징이라 할 수 있는 삼색기가 훼손당하는 사건이 발생하였다.
이 소식을 접한 파리 시민들은 다시 흥분하였다. 특히 이번에는 빵값 폭등으로 화가 난 여인들이 전면에 나섰다. 7천여명의 여인들이 파리 시청으로 모여들어 "빵을 달라"고 외치며 10월 5일 베르사유 궁전을 향해 행진을 하였다. 약 20km가 넘는 이 행진에 국민방위대도 동참하였다. 갑작스럽게 베르사유 궁전앞에 몰려든 군중을 보고 당황한 루이 16세는 인권선언을 재가하며 이들을 달랬다. 그날밤 이슬을 맞으며 노숙한 여인들은 다음날 궁전에 난입하여 국왕의 파리 귀환을 요구했고 국왕 일가는 군중들과 함께 파리로 이동하였다. 이후 국왕 일가는 파리 시민들의 감시속에 튀틀리 궁에 거주하게 되었으며 국민의회도 파리로 이동하였다.
이 시기의 혁명은 온건한 미라보, 라파예트 등 입헌군주제를 지지하는 온건파 혁명주의자들에 의해 주도되고 있었다. 시민군은 자유주의 귀족 라파예트를 총사령관에 임명하였고, 1790년에는 그의 제안에 따라 삼색기(현재 프랑스 국기)가 혁명의 깃발이 되었다.

### 사회 개혁 작업

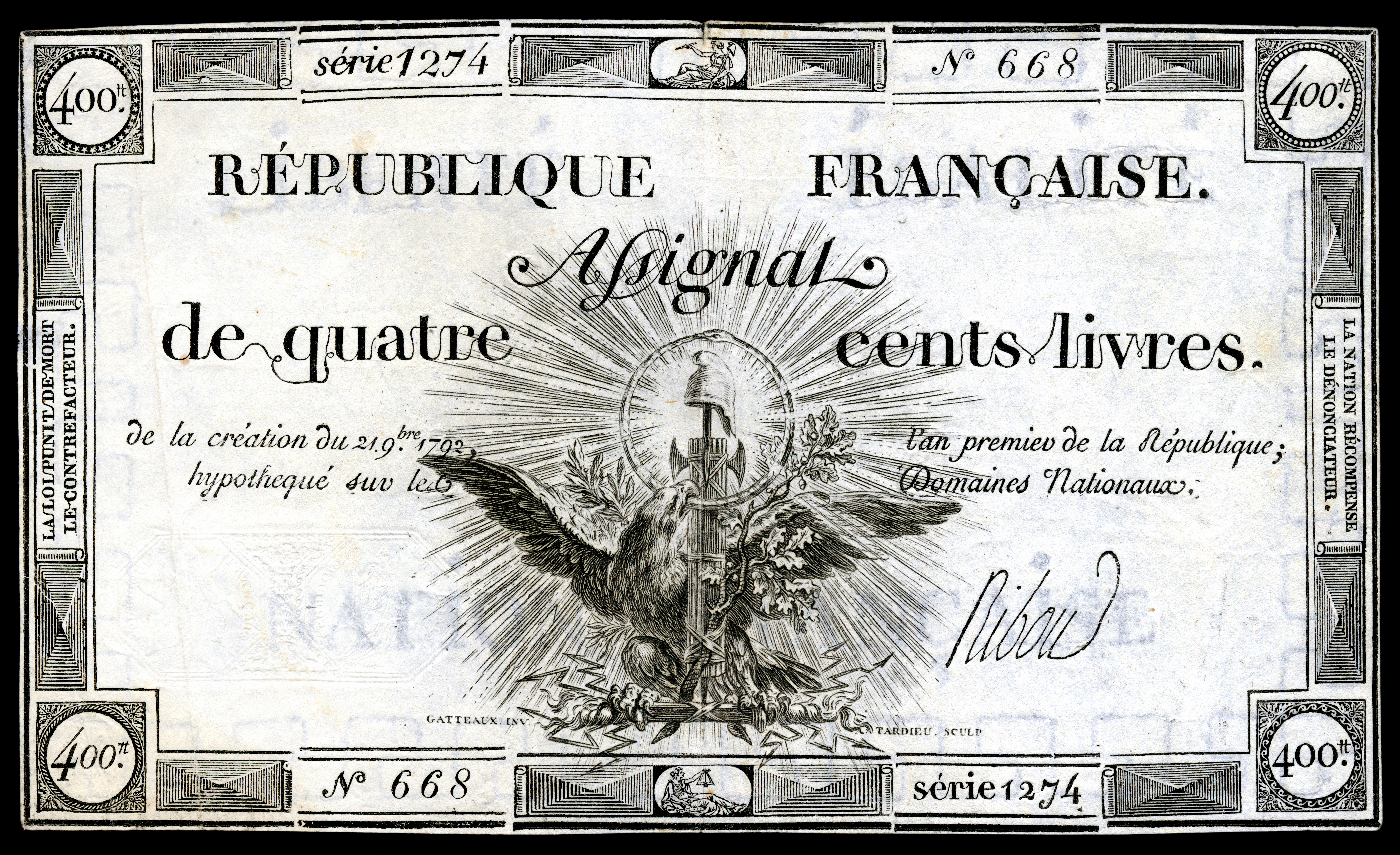
아시냐 공채 (1792년 발행)

파리에 거주하게 된 루이 16세는 사실상 입헌군주로서의 역할을 하게 되었고 정국의 주도권은 국민의회가 발휘하였다. 자코뱅 클럽과 같은 정치 클럽이 활성화 되면서 정치활동도 활발해졌다. 1790년에 풍작으로 시위와 소요가 줄어들고 민심도 안정화된 가운데 프랑스 사회의 전반에 대해서 다양한 개혁이 진행되었다. 재정적자와 50억 리브로에 가까운 부채문제 해결하기 위해 성직자의 재산을 국유화하고 국유재산을 담보로 공채인 아시냐를 발행했다.
교회에 대한 개혁작업은 1789년 11월 2일에 성직자와 교회 재산에 대해 국유화가 추진하면서 시작되었다. 수도원을 해체하고 1790년 7월 성직자 기본법을 제정하여 성직자를 국가 공무원화하여 월급을 지급하였다. 이를 통해 사실상 교황을 대신하여 서임권을 행사하는 등 국가가 성직자를 관리했다. 이를 위해 국민의회는 성직자 기본법의 준수에 대한 선서를 성직자들에게 요구하였는데, 이를 거부하는 교회의 일부 세력은 반혁명 운동에 가담하는 등 저항하였고 교황 비오 6세도 이에 대해 맹렬히 비난하였으며 양국의 외교는 단절되었다.
이 밖에도 길드(동업조합)폐지, 재판제도 등 사법부 개혁, 조세제도를 개편하였고 행정구역을 재조직하여 전국을 83개의 도와 그 하위 행정구획으로 나누었다. 재산 제한 선거제가 도입되어 일정 이상 세금을 납부하는 평민(남성)들도 선거권을 가지게 되었다. 이러한 국민의회의 개혁작업은 마냥 순조롭지만은 않았다. 공채 아시냐는 단기간 내 재정 확보에는 기여를 했지만 인플레이션을 조장하고 경제를 악화시켰으며 종래에는 가치가 하락하였다. 의회 내 개혁파 정치세력도 분열하는 흐름이 있었다. 알자스에서는 독일 제후들과 영토분쟁이 있었고 아비뇽 그리고 프랑스 남부지방에서 특권파 인사들이 소요도 있었다. 또한 외국의 군주들은 프랑스 혁명을 점차 불안한 시각으로 바라보았으며 망명파 프랑스 귀족들은 이런 불안감을 부풀리고 조장하기도 했다.

### 바렌 사건

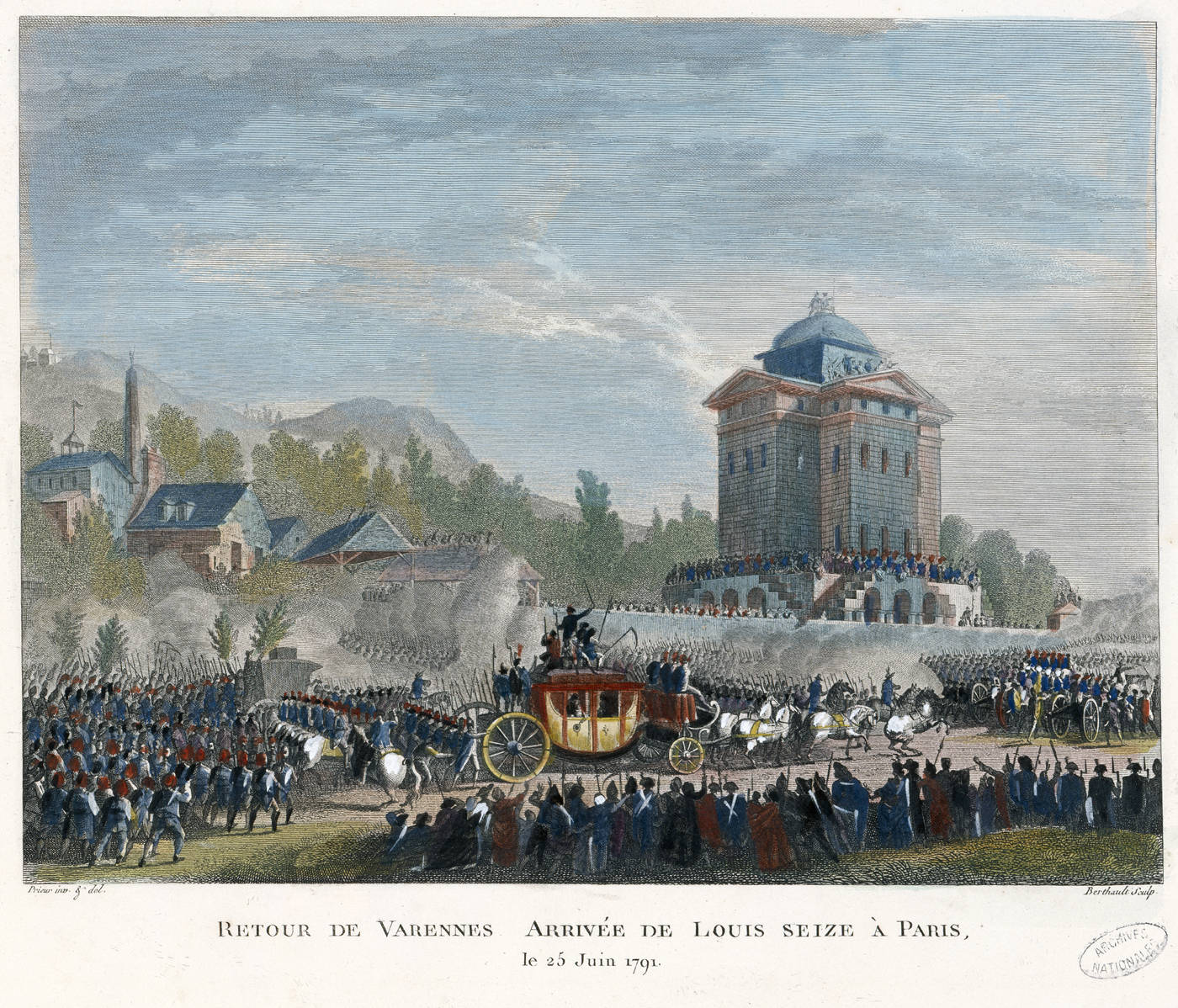
파리로 돌아온 국왕 일가 (6월 25일)

혁명 발발로 귀족과 성직자들 중 국외 망명자가 증가함에 따라 국왕이 의지할 국내세력은 점차 약해져 갔다. 1791년 4월, 국왕과 혁명세력간에 중개자 역할을 해오던 미라보가 갑자기 사망하자, 과격한 혁명을 반대해온 루이 16세는 마리 앙투아네트와 친분이 있는 스웨덴 귀족 한스 악셀 폰 페르센의 도움을 받아, 왕비의 친정인 오스트리아로 피신할 계획을 세웠다. 1791년 6월 20일, 파리를 탈출한 루이 16세 일가는 국경 앞의 바렌에서 민중들에게 발각되어, 6월 25일 파리로 되돌아왔다. 프랑스 국민들은 충격을 받았으며 동시에 이 사건으로 루이 16세의 반혁명 의도가 드러나게 되었다.
의회는 프랑스인들을 실망시킨 루이 16세의 왕권을 중지시켰으나 의회 내 내분이 생기면서 7월 15일경 루이 16세의 권한을 복위시켰다. 그러자 이에 대한 반발이 있었는데, 7월 17일에는 급진적인 공화정을 주장하는 코르들리에(cordeliers)라는 정치 클럽의 주도하에 민중들이 파리에서 국왕 폐위와 재판을 요구하는 시위를 벌이다가 국민방위대에게 무자비하게 진압 당하여 수십 명이 사망하는 샹 드 마르스의 학살사건이 발생했다.
한편 망명실패 소식을 접한 신성로마제국 황제 레오폴트 2세는 여동생 마리 앙투아네트(프랑스 왕비)와 부르봉 왕가의 신변안전과 왕권 복위를 돕고자 각국 군주들에게 파두아 회람을 돌려 프랑스의 상황을 알리고 협조를 구했다. 또한 프로이센과는 동맹을 맺고 8월 27일 《필니츠 선언》을 통해 국민의회를 외교적으로 압박하였다. 그러나 필니츠 선언은 역효과를 발생시켜 파리시민들을 자극하였다. 루이 16세가 외국과 내통하고 있다고 생각하게 만들었으며 이로 인해 국왕에 대한 실망과 배신감만 커지고 조금이나마 남아있던 충성심이 사라져 버렸다.

### 입법 의회

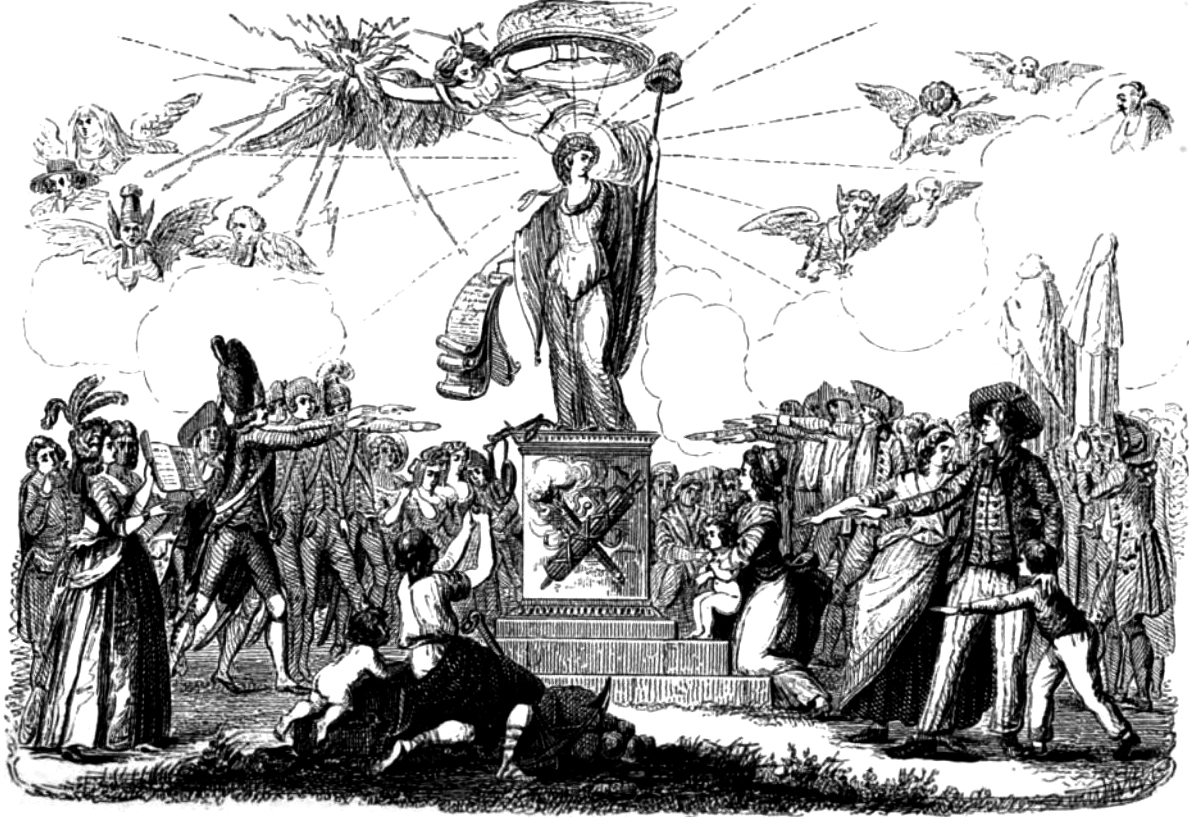
1791년 프랑스 헌법 승인의 우의화

1791년 9월 3일에 제한 선거와 입헌 군주제를 골자로 한 새로운 헌법(1791년 프랑스 헌법)이 공포되었다. 이 헌법을 바탕으로 그해 10월이 되어 첫 번째 선거가 실시되었다. 선거를 통해 절대군주제가 폐지되고 의회주의와 입헌군주제가 채택되어 새로운 의회인 입법의회가 구성되었다. 입법의회에는 중도파가 340석, 입헌군주제를 지키려는 온건파인 푀양파가 240석, 국왕없이 공화제를 주장하는 자코뱅파가 130석을 차지했다. 푀양파는 주로 의사당의 우측에 앉았고 자코뱅파는 주로 죄측에 앉았는데, 이로 인해 온건한 세력은 우파, 급진적인 세력은 좌파라고 부르는 관행이 생기게 되었다.

### 장교들의 반발
군대의 모든 장교는 헌법과 의회에 새로이 맹세를 해야 했다. 모든 장교는 헌법을 수호하고 침략을 막아내며 의회의 법령에 의거한 것이 아닌 다른 명령은 따르지 않겠다는 내용의 서약서에 자필로 서명해야만 했다. 이 맹세는 군의 분열을 초래했다. 당시는 귀족가문 출신만이 장교가 될 수 있었는데 많은 장교들이 혁명을 반대하며 왕당파를 지지했고 입헌군주제를 반대했다. 결국 상당수의 장교들이 무더기로 전역을 한 후 망명귀족들과 합류해 국외로 탈출하였다.

### 가톨릭의 저항
프랑스 혁명의 타깃은 봉건 왕조를 겨냥하는 한편, 다른 한편으로는 가톨릭교회를 겨냥하고 있었다. 시민들은 곳곳에서 앙시앵 레짐을 상징하는 가톨릭교회를 습격하고 성상을 파괴했다. 이 때문에 로마 가톨릭교회는 프랑스 혁명에 극렬 저항했다. 가톨릭교회는 교종을 통해 프랑스 혁명을 분쇄 시키기 위해 가톨릭 군주들의 군대 파병을 요청하고, 가톨릭 신자들을 내세워 반혁명 선동을 일삼았다. 프랑스 혁명으로 경제 상황이 악화되자 가톨릭교회는 시민들을 선동해 반란을 일으켰다. 대표적인 로마 가톨릭교회의 반란이 방데 반란이다. 방데 반란은 수많은 희생자를 낳고 진압되었다.

## 프랑스 혁명 전쟁

### 선전포고

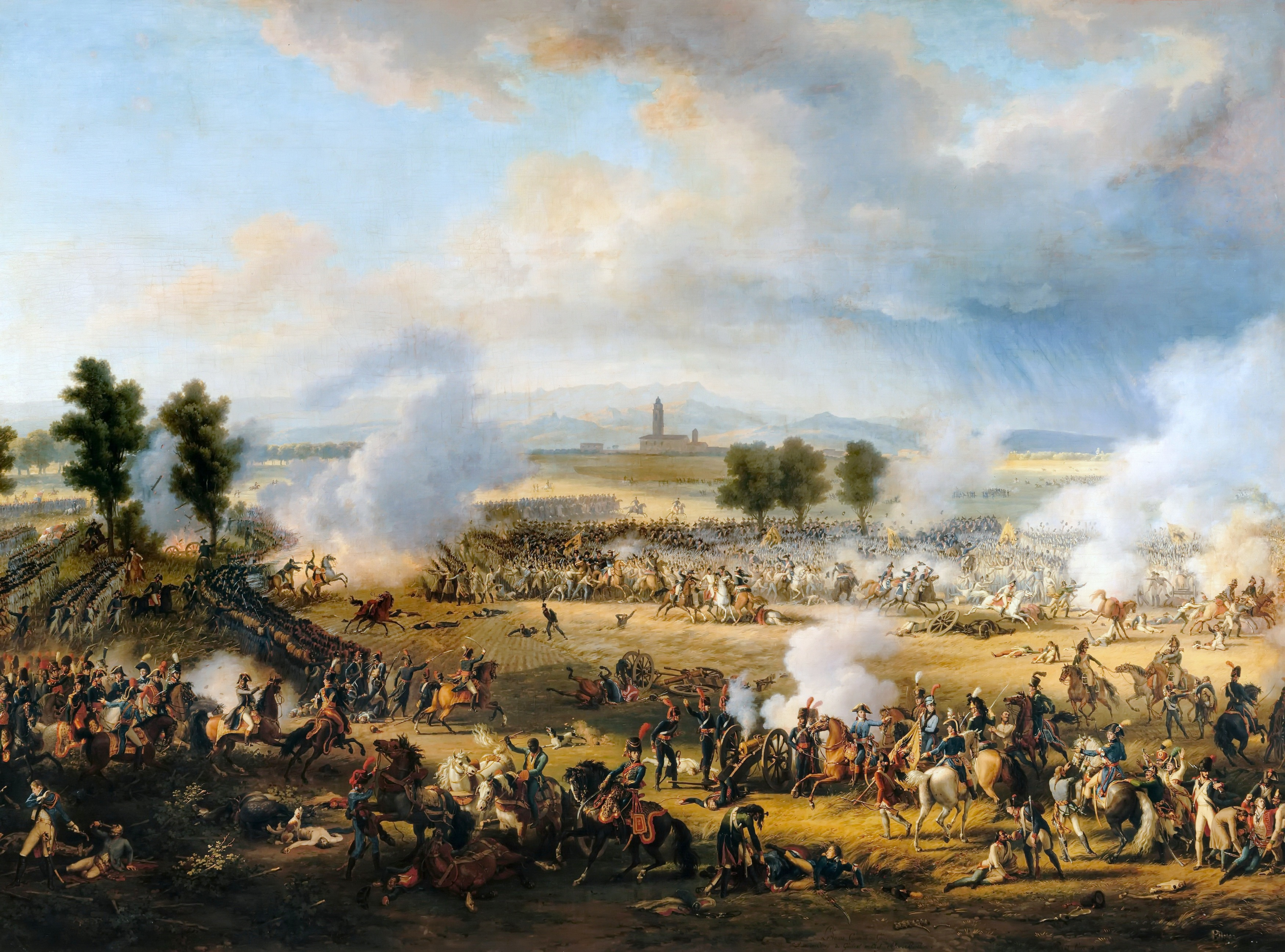
프랑스 혁명 전쟁 (1792년 ~ 1802년)

프랑스 혁명 사상의 전파를 염려한 오스트리아와 프로이센의 지배계급들은 자국의 혁명 지지파를 박해하였다. 또한 오스트리아, 프로이센 양국은 1792년 2월 대(對)프랑스동맹을 체결하여 혁명정부를 압박하였다. 프랑스는 오스트리아의 《필니츠 선언》과 왕당파와 망명 귀족(에미그레: 이민이라는 의미)의 선동 활동은 혁명 정부에 대한 심각한 위협이라고 받아들였다. 프랑스 혁명 정부는 대외 전쟁이 필요하다고 판단했으며 각 계파간에 전쟁에 대한 계산은 달랐지만 모두 전쟁을 원했다.
푀양파는 전쟁에 승리할 경우 자코뱅을 제어할 수 있는 기회로 보았다. 지롱드파는 전쟁을 유럽의 인민들을 해방시키 성전이라 생각했다. 루이 16세와 측근들은 전쟁에서 패배하게 될 경우에 군주권이 부활할 수 있는 은밀한 희망에서 전쟁을 원했다. 지롱드파 내각은 혁명을 계속하기 위해 대외 전쟁에 동의했다. 1792년 4월 20일, 루이 16세의 제의에 따라서 의회는 오스트리아에 대한 선전포고안을 열광적으로 통과시켰다. 프로이센에는 조금 늦은 7월 8일에 선전포고를 했다.
그러나 프랑스군 장교들은 보수적인 귀족 계급이기 때문에 혁명 정부에 대한 협력에는 소극적이었다. 전쟁이 시작되자 9,000명의 장교들중 약 6,000명이 망명하였고 병사들은 정치 클럽에 참석하는등 군기가 나태해졌다. 충원된 의용병들은 훈련과 경험이 부족했다. 결국 프랑스군은 5월에 각지에서 벌어진 전투에서 패배했다. 오스트리아와 첫 전투중 자신들의 지휘관인 딜론 장군을 살해하는 하극상을 벌이는등 사실상 프랑스 정규군은 와해수준에 놓였다.

### 왕궁 습격 사건

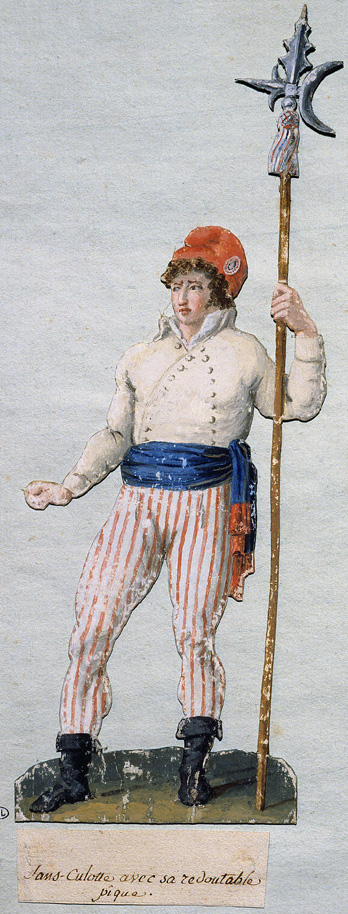
상퀼로트

다급해진 입법의회는 선서거부파 성직자의 추방, 국왕의 친위대 해산, 지방출신을 포함한 연맹군(국민방위대) 창설등의 법령을 통과시켰다. 그러나 6월 12일 루이 16세는 거부권을 행사하고 지롱드파의 대신들을 해임했다. 시민들은 루이 16세의 거부권 행사에 대해 반발했으며 아울러 패전의 원인이 국왕 일가에게 있다고 생각했다. 특히 왕비 마리 앙투아네트가 외국 군주들과 내통하고 있다고 의심했다. 결국 파리 시민들이 6월 20일, 왕궁인 튀틀리 궁을 습격하였다. 비록 습격은 최종적으로 실패로 끝났지만 그 과정에서 루이 16세는 심한 모욕을 당했다. 왕실은 또 다른 어려움을 겪게 되는데, 이런 일들은 상퀼로트의 출현과 지방에 있던 혁명을 옹호하는 국민방위대가 파리로 집결하면서 혁명이 급진적으로 흐르게 되었고 공공 질서가 무너지며 발생했다.

### 상퀼로트
패전과 식량부족, 인플레 때문에 파리의 민심을 극도로 흉흉해졌다. 공채 아시냐는 가치가 40% 폭락했고 물가는 폭등하여 농민들은 곡식판매를 거부했다. 소요가 발생했고 도시민들은 당국에게 공정 가격제의 시행을 요구했다. 이런 혼란속에서 도시에서는 상퀼로트가 등장했다. 이들은 귀족 남성들이 입는 퀼로트(무릎까지 내려오는 반바지) 대신에 긴바지를 입고 다녔기에 이런 이름이 붙여 졌으며 또 다른 특징은 붉은 모자와 긴 창을 들고 다녔다. 이들은 도발적인 활동을 통하여 공포정치를 조장하기 시작했다.
혁명을 급진적으로 이끌고 간 상퀼로트들은 대부분이 소생산자, 소상점주, 노동자 출신으로 혁명초기에 참정권을 인정받지 못했던 무산계급이 다수였으며 수동적 시민으로 분류되었던 계층이다. 이들은 자본집중 반대, 직접 민주주의를 통한 민중의 정치참여, 자유보다는 평등, 국왕 경멸, 국왕의 거부권 폐지, 공화제 등을 요구하였다. 이들의 활동은 급진적이고 과격했으며 이로 인해 상퀼로트는 대혁명 시기의 급진적인 민중을 지칭하는 말로 사용되기도 했다.

### 8월 10일 사건

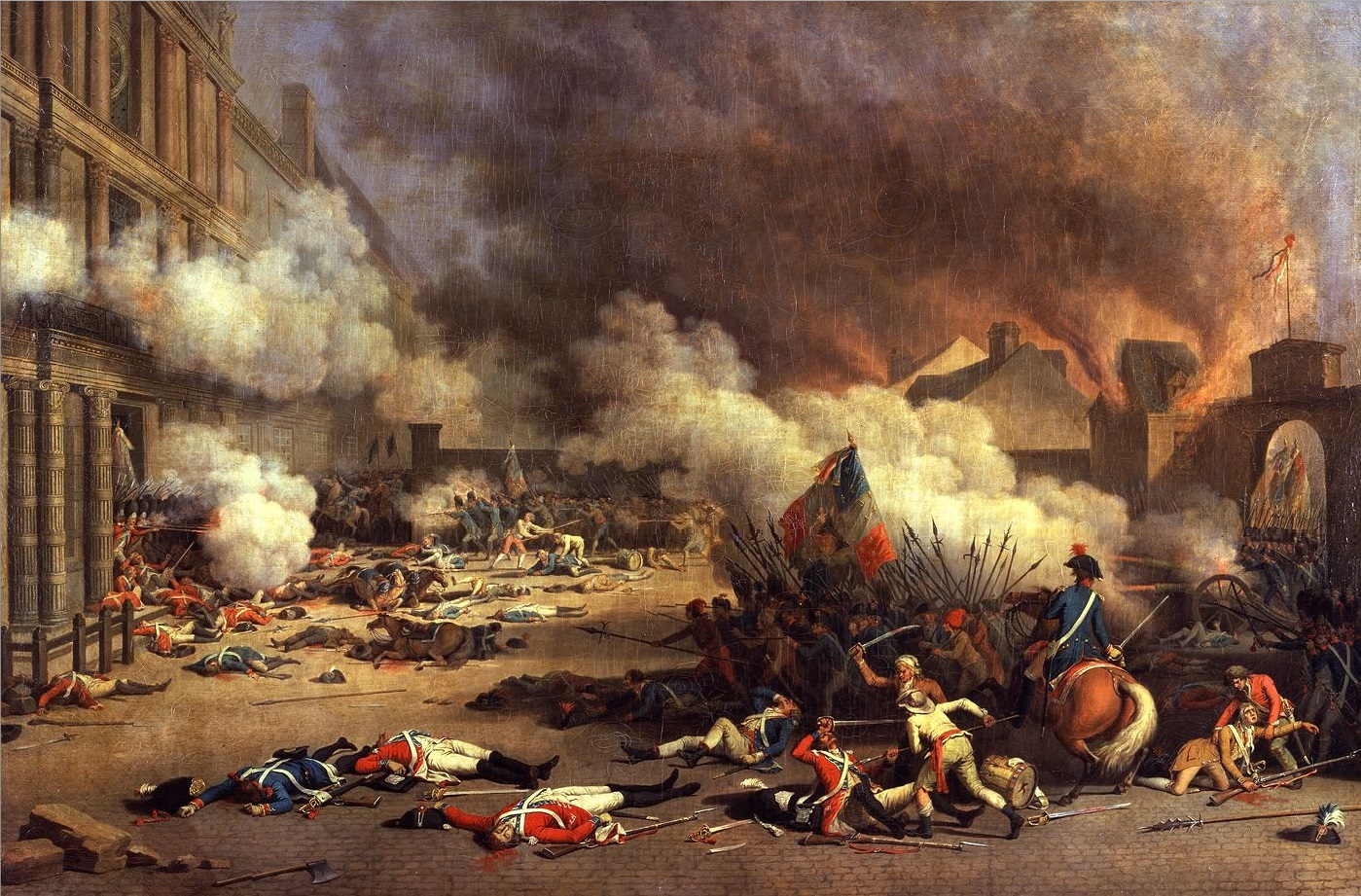
튀일리궁 습격, 카루젤 광장에서의 전투

7월에 브라운슈바이크 공작이 이끄는 프로이센군이 국경을 넘어 프랑스 영토로 침입하자 정부는 조국의 위기를 전국에 호소하였다. 이에 따라 프랑스 각지에서는 국왕 루이 16세가 행사한 거부권을 무시한채 조직된 의용군들이 파리로 집결했다. 이때 마르세유의 의용병이 노래한 ‘라 마르세예즈’는 이후에 프랑스 국가(國歌)가 되었다. 7월 25일 프로이센군의 사령관 브라운슈바이크 공작은, 파리 시민들이 또 다시 부르봉 왕실을 모욕한다면 파리를 무자비하게 응징하겠다는 협박성 선언을 하였다.
이 선언은 역효과를 불렀는데, 파리 시민들은 왕실이 여전히 외국 군주들과 내통하고 있는 것이 명백하다는 판단을 하게 만들었다. 패전으로 인한 절망과 왕실에 대한 분노가 뒤섞였고 흥분한 시민들에 의해 시위가 벌어졌는데, 소요사태가 커지더니 극단적인 수준으로 발전하고 말았다.
국가적 위기속에 혁명이 급진적으로 변화하면서 입법의회는 이미 정국 통제력을 상실하였고 상퀼로트, 자코뱅파, 코르들리에파, 지방에서 온 의용군 등이 파리를 장악하여 상황을 주도해 나갔다. 파리 시민과 의용군은 8월 10일에 왕궁인 튀틀리궁으로 몰려가서 공격하였다. 격렬한 전투가 벌어졌고 루이 16세는 의회로 피신하였다. 의회도 침입을 받아 군중의 압박속에 황급히 왕권을 중지시키고, 국왕 일가를 모두 탕플 탑에 유폐했다. 또한 당통이 이끄는 6인 임시내각을 만들고 빠른 시일내 보통선거를 실시하여 국민공회 구성을 약속했다. 이 사건은 군주제가 몰락하고 공화제가 시작되는 계기되었다.

### 9월 학살

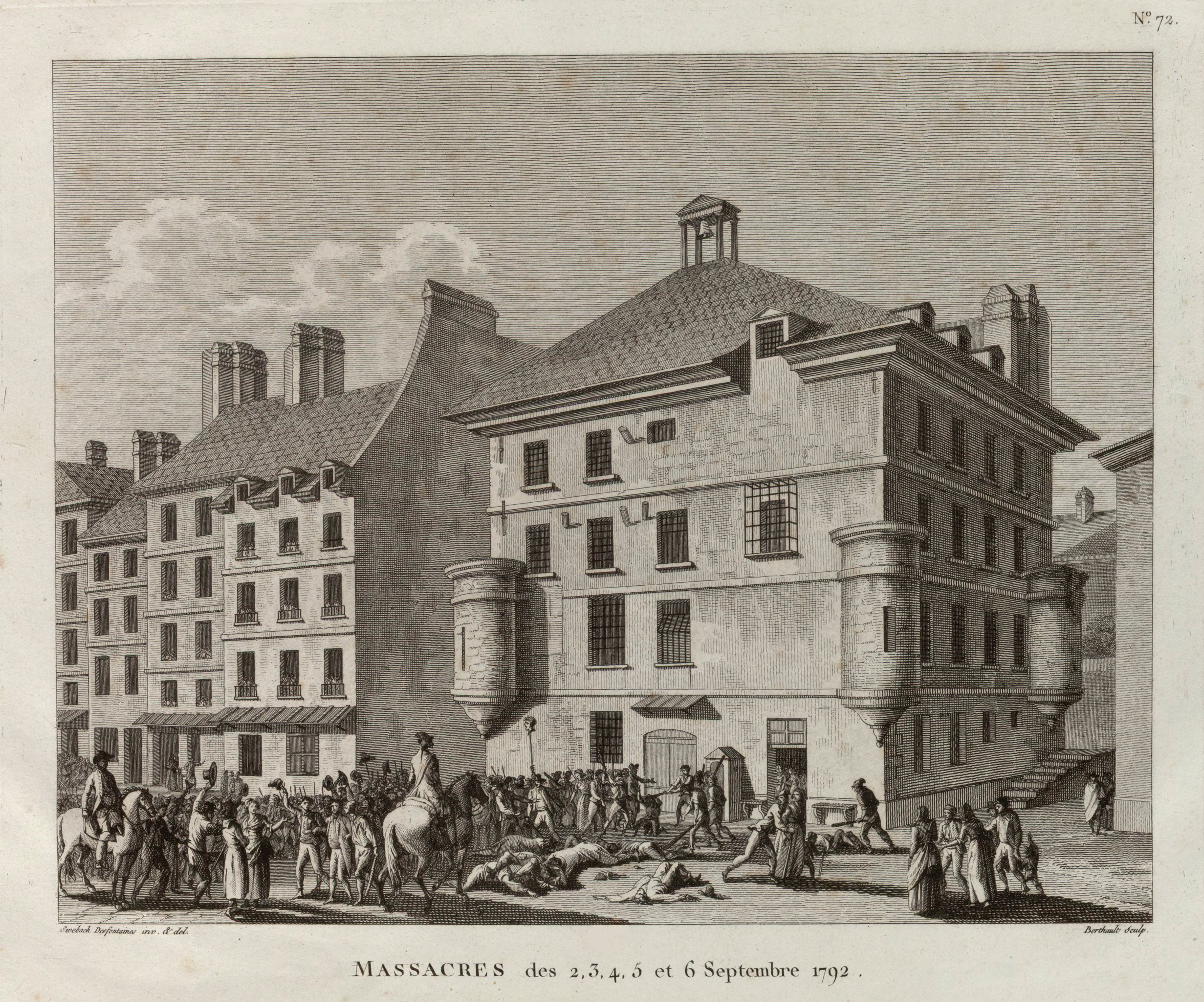
9월 학살 (1792년 9월)

파리는 상퀼로트들이 주도하는 도시가 되었고 혁명은 급진화하여 민중혁명 단계에 들어갔다. 상퀼로트들에 의한 자치체가 형성되어 이들의 압력으로 왕당파 신문들이 폐간되고, 징발, 징집, 공정가격제가 실시되었다. 감시위원회, 비상 인민재판소가 설치되고 선서거부파 성직자들의 추방, 종교의식 금지, 이혼 허용등의 법령들이 통과 되었다. 이런 가운데 프로이센군이 8월 19일 국경을 돌파하여 9월 3일 베르됭이 점령 당했다. 프로이센군은 곧 파리로 들이닥칠 기세였다. 패전 소식에 파리 시민들은 충격을 받았고 파리 침공에 대한 위기감이 한층 높아지자 자원 입대자가 증가하였다.
한편, 의용군의 출병 후 수감되어 있는 반혁명주의자들이 탈옥하여 파리에 남은 가족을 학살할 것이라는 풍문이 떠돌았다. 전선에 나가기 전에 반역자들에 대한 숙청이 결정되었다. 9월초부터 모든 감옥을 돌아다니며 반혁명자로 의심되는 수감자들을 형식적인 즉결심판을 거쳐 잔인하게 학살하였다. 또한 프랑스 전역의 반혁명 용의자를 체포하였고, 특별형사재판소의 약식 재판만으로 사형을 집행하는 일이 자행되었다. 이때 살해된 사람은 대략 최대 1만 2천명 정도로 추산된다.

### 발미 전투

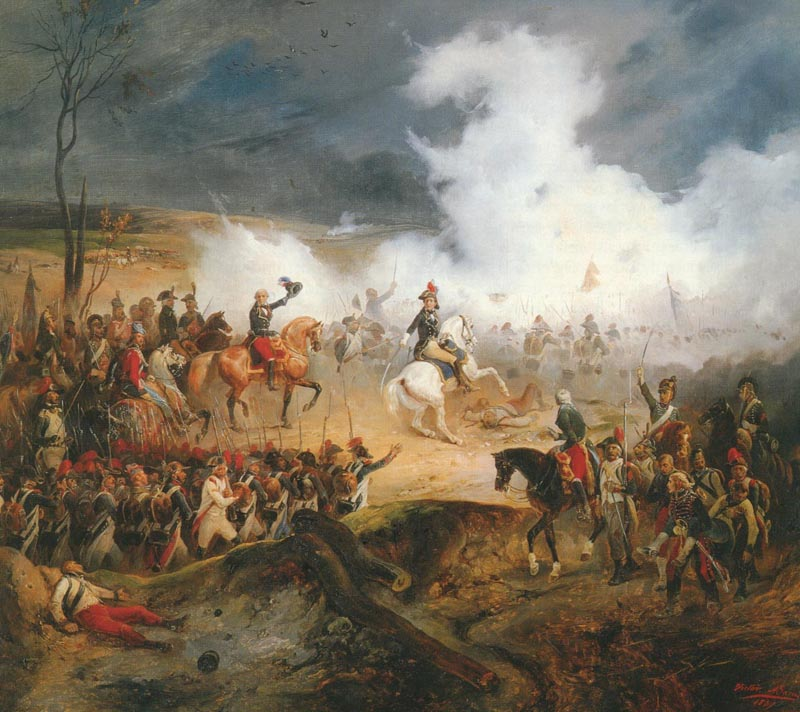
발미전투 (1792년 9월 20일)

브라운슈바이크 공작이 이끄는 프로이센군이 베르됭을 점령한후 파리를 목표로 아르곤느 계곡을 따라 이동하다가 뒤무리에와 켈레르만 장군이 지휘하는 프랑스 군과 1792년 9월 20일 발미(Valmy)에서 조우하였다. 의용군을 포함한 4만 7천명의 사기 높은 프랑스 군과 프로이센군 3만 5천명이 8시간에 걸쳐 전투가 벌어졌다. 프랑스 포병대가 집중 포격을 쏟아부운후 켈레르만의 보병부대가 프로이센 군을 상대한 전투에서 승리를 거두었다. 패배한 프로이센군은 국경을 넘어 퇴각하였다. 발미 승리후 프랑스 군은 국경을 넘어 사부아, 니스, 륀 등을 침공하였다. 1792년 11월에는 뒤무리에 장군이 이끄는 프랑스군이 제마프 전투에서 승리를 거둔후 벨기에를 점령하여 강제 병합하였다.
발미 전투에 의용병으로 참가한 많은 하층민 계급( 상퀼로트, 무산자 계급)은 승리로 인해 정치적 발언권이 더욱 커졌다. 상퀼로트는 급진적인 정책을 제시한 자코뱅파를 옹호했고, 혁명은 극좌화되어 갔다. 자코뱅파에는 로베스피에르, 마라, 당통 등이 소속되어 있었다. 이때의 혁명전쟁의 시작과 함께 발행한 아시냐 지폐(교회의 토지 등을 담보로 한 불환지폐)의 증발(액면가의 57%로 급락)은 나중에 1794년 최고가격령 폐지와 함께 발생한 급격한 인플레이션의 원인이 되었다.

## 공화국 성립

### 국민공회

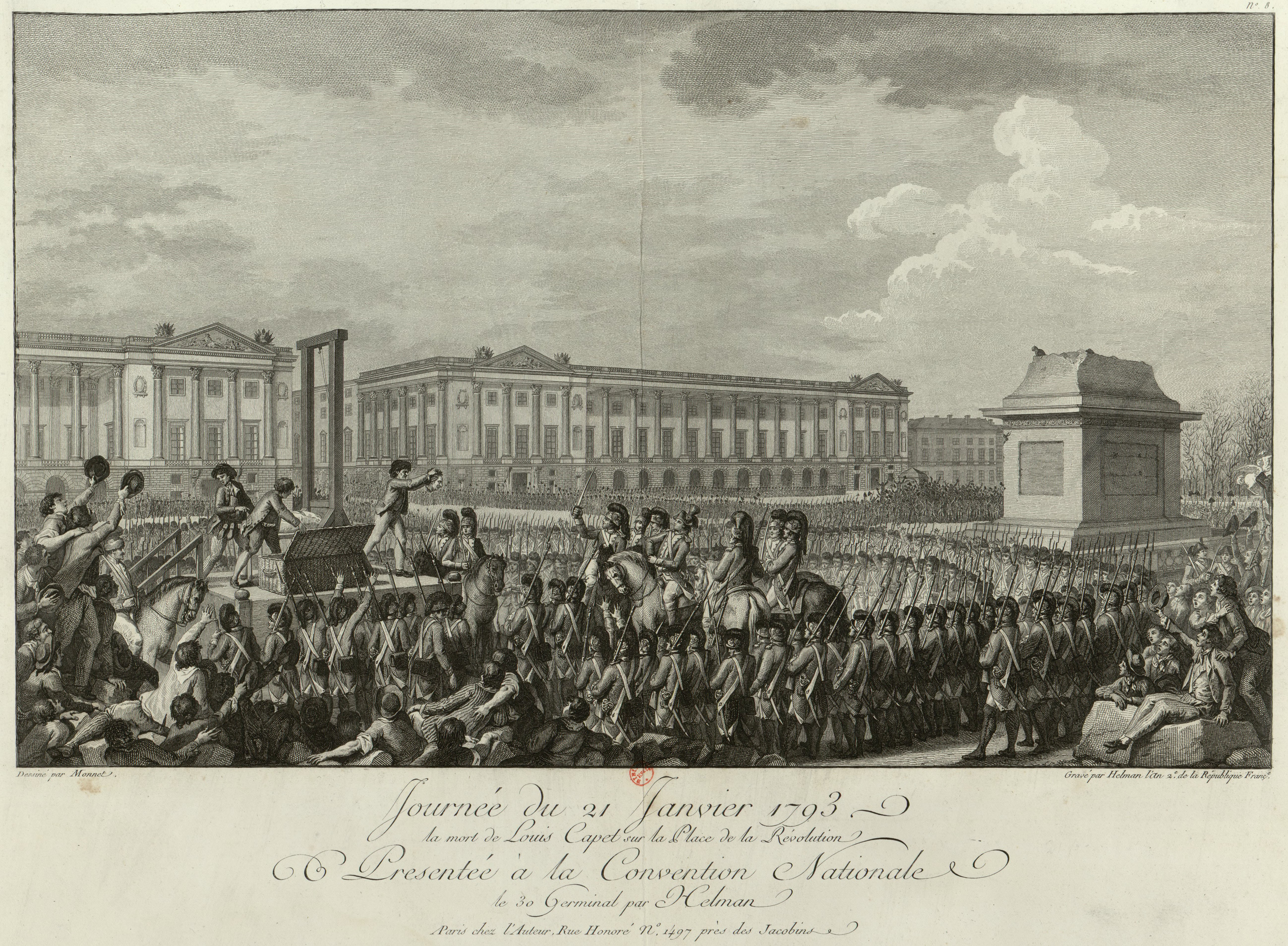
처형되는 루이 16세 (1793년 1월 21일)

국경지역에서는 전쟁이 벌어지고 '9월 학살' 과 상퀼로트의 다소 과격한 활동으로 어수선한 가운데 국민공회를 구성하기 위한 선거가 진행되었다. 재산이나 소득 금액에 상관없이 모든 남자에게 선거권이 주어지는 보통 선거가 실시되었으나 기권율이 높았다. 시민들이 겁을 먹고 감히 투표를 하지 못했기 때문이다. 749명의 새 의원들이 뽑혔고 국민공회가 소집되었다. 국민공회는 1792년 9월 21일, 군주제를 폐지하고 다음날 공화정을 선포함으로 프랑스 제1공화국이 수립되었다. 이에 따라 1791년 프랑스 헌법은 불과 1년 만에 폐지됐다.
발미전투의 승리는 시기적절하게도 공화정의 출발에 큰힘이 되었다. 국민공회는 어려운 상황에서 과업을 수행했다. 파리를 장악하고 코뮌을 통제하고 있던 상퀼로트의 압력과도 끓임없이 타협해야 했다. 초기에 국민공회를 지배했던 세력은 160석을 차지한 지롱드파였다. 이들은 공정가격제를 거부하고 경제 자유주의를 선호했다. 도시의 부유한 부르조아 출신인 지롱드파는 비상 재판소를 폐지하였고 공화정의 출발로 더 이상 필요없는 존재로 전락한 국왕 루이 16세(시민 루이)의 목숨을 구하려 노력하는 등 온건한 개혁을 선호했다.

### 루이 16세 처형
급진화된 혁명세력이 장악한 국민공회는 혁명의 후퇴를 막고 혁명 성과를 공고히 하기 위해서 루이 16세를 혁명 재판에 회부했다. 국왕이 전쟁 때 프랑스 정부와 국민을 배신했다는 증거가 많이 제출되어 1793년 1월 14일 국민 공회는 찬성 387, 반대 334로 루이 16세의 사형을 의결했다. 그러나 찬성 중 26표는 집행유예를 검토해야 한다는 조건부였다. 이 26표를 반대표로 의결하면 찬성 361 대 반대 360로 찬반 동수가 되기 때문에, 18일 집행유예에 대한 투표가 진행됐다. 찬성 380 대 반대 310로 집행유예 없음으로 의결되었기 때문에, 사형이 확정됐다.
1월 21일, 2만 명의 시민이 지켜보는 가운데 루이 16세는 파리의 혁명 광장(현재 콩코드 광장)에서 단두대에 처형되었다. 왕의 시신은 즉시 마들렌 묘지에 비밀리에 안장되었다. 왕의 무덤이 알려질 경우에 왕당파의 순례지가 될 수 있기 때문이었다. 10월 16일 마리 앙투아네트도 뒤로 손이 묶여 퇴비수레에 태워져 시내를 돈 이후 처형되었다. 국왕에게 사형 투표한 의원들은 "국왕 살인"으로 이후 보복을 받게된다. 그들은 이후의 왕정복고에서 권좌에 복귀한 왕당파로부터 백색 테러의 표적이 되었기 때문이다.

### 대불동맹 전쟁
1793년 1월 루이 16세의 처형은 유럽 각국에 충격을 주었고, 영국 · 스페인 · 사르데냐 등을 포함한 11개국이 프랑스 혁명정부를 적대시하며 대불동맹을 결성하였다. 유럽의 군주들은 국왕이 없어도 국가통치가 가능하다는 불온한 혁명사상이 자국민들에게 전파되는 것을 차단하고자 했다. 그러기 위해서는 프랑스 혁명정부를 무력으로 굴복시켜야 했다. 금번 제1차 대불동맹은 피트수상이 이끄는 영국이 앞장섰다. 이는 프랑스가 지난 92년 11월에 벨기에를 침공 후 합병하여 벨기에의 셸데 강 하구를 점령한 것이 영국의 대륙무역에 위협요소가 되었기 때문이다.
유럽군주들에 의해 공공의 적이 되어버린 프랑스 혁명정부는 93년 2월 1일에 영국과 네덜란드에 선전포고를 하였고 제1차 대불동맹 전쟁이 시작되었다. 대불동맹의 군대들도 신속히 움직여 프랑스 국경을 넘었다. 국경 각지에서 벌어진 전투에서 프랑스 군이 연패하자 다급해진 혁명 정부는 “30만명 모병”을 선포하였다. 그러나 이에 반발한 왕당파가 1793년 3월 방데 반란을 일으켰고 반란은 전국으로 확대되었다. 프랑스 혁명군들 중에서도 탈영자가 늘어만 갔다. 프랑스는 벨기에에서 오스트리아와 벌인 전투도 패했다.

### 공포 정치

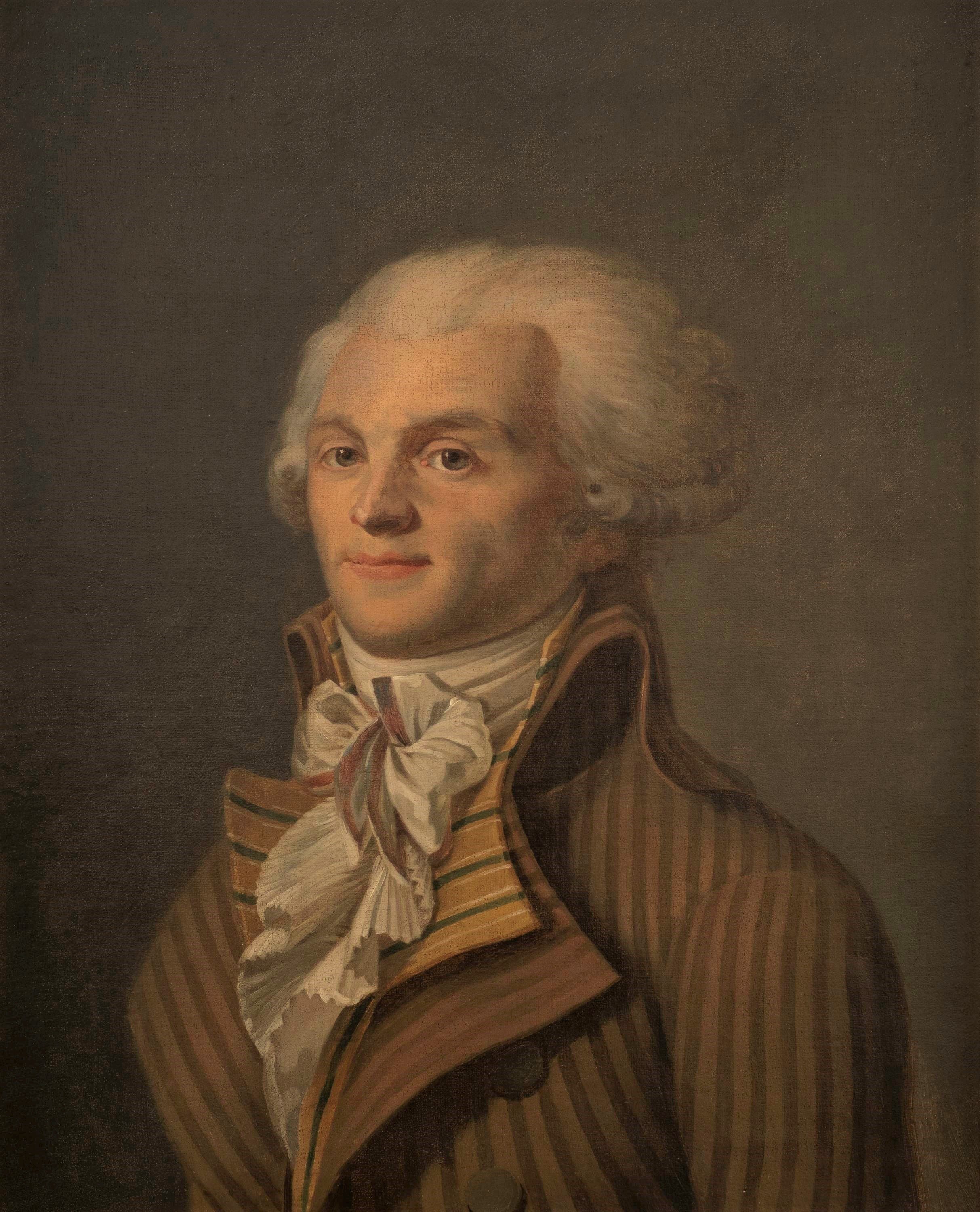
막시밀리앵 드 로베스피에르

이러한 위기 외에도 지롱드파가 하층민의 식량 위기에 대해 아무런 정책을 취하지 않을 것을 선언하면서 하층민의 분노가 폭발한다. 6월 2일, 하층민이 지지하는 자코뱅파가 국민 공회에서 지롱드파를 숙청하고 권력을 장악했다. 7월 13일 자코뱅의 지도자이자 저널리스트인 장 폴 마라가 샤를로트 코르데에게 암살을 당하는 등 테러리즘도 연발하여 프랑스 정세는 여전히 불안했다.
이런 상황에서 자코뱅파는 독재 정치를 시작했다. 공안위원회, 보안위원회, 혁명재판소 등의 기관을 통해 공포 정치를 실시하여 반대파를 차례로 단두대로 보냈다. 권력을 잡은 로베스피에르는 당통, 에베르, 라부아지에, 카미유 데뮬랭, 뤼실 두플레시 등 에베르 파와 당통 파를 숙청했고, 1793년 7월, 농민에 대한 토지의 무상 분배 등 자기의 이상으로 하는 독립 소생산자에 의한 공화제의 수립을 목표로 했다. 법에 의한 보호와 신체의 자유, 소유의 권리를 담은 “인권 선언”은 휴지조각에 불과했다. 자코뱅 파는 8월 23일에 “국가총동원”을 선포하고 징병제를 실시하여 군비를 정돈하고 왕당파의 반란과 대불동맹군에 대해 반격에 나섰다.
아시냐의 지불을 거부하는 사람에게는 사형이 선고되었다. 농민과 상인들은 수확과 상품에 대해 신고서를 제출해야 했다. 가택수색과 징발이 빈발했고 밀고자들에게는 포상금을 지급했으며 혐의만으로 체포가 가능했다. 1794년 6월에 제정된 일명 《프레리알 22일 법》으로 인해 법률조력과 증인심문이 폐지되고 선고는 무죄와 사형, 이 두가지 판결로 축소되었다. 왕비 마리 앙투아네트, 오를레앙 공작, 뒤바리 부인, 지롱드파 지도자들이 처형되었고 수많은 반대파와 반혁명 혐의자들이 약식재판만으로 기요틴에서 참수되었다. 공포정치로 인해 1년여 동안 파리에서만 30만명이 체포되고 약 15,000명이 처형당했다.
이처럼 프랑스 본토에서는 공포 정치가 진행되었지만, 한편 산토 도밍고(현재 아이티)에서는 1793년 8월 29일 프랑스 본토에서 파견된 국민 공회 의원 레제 프리시테 손토나가 노예 제도의 폐지를 독단으로 선언했다. 로베스피에르와 자코뱅 파는 1794년 2월 4일 국민 공회에서 푸뤼비오즈 16일 법을 통과, 서구 세계 최초의 식민지를 포함한 전반적인 노예제 폐지를 결의했다. 이렇게 루이지애나, 기아나, 산토 도밍고(현재 아이티), 마르티니크, 과들루프 등 대륙의 광대한 지역에서 《흑인법》 아래 농장 농업에 묶여 있던 흑인 노예는 해방되어 자유인이 되었다. 이것은 영국에 저항하고 있었던 산토 도밍고의 흑인 실력자 투생 루베르튀르의 프랑스 복귀를 이끌어내는 등 자코뱅 파를 통해 자유와 평등이 실천되었다고 할 수 있다.

### 테르미도르 반동
결과적으로 로베스피에르는 국내외의 혼란한 상황 속에서 자신의 의견을 완고하게 관철시켜려 하여 많은 사람들을 단두대에서 처형하는 공포정치를 실시하였다. 로베스피에르는 혁신 정책은 노동자의 지지를 얻었으나 부르주아들과 토지를 얻은 농민들은 혁명이 더 이상 진행되는 것을 원하지 않았다. 그러나 공포정치가 계속되자 반대파는 1794년 7월 27일(혁명력 2년) 측근인 생 쥐스트와 함께 참석한 로베스피에르는 국민공회에서 의장 조제프 푸셰, 데르브와와 랑베르 탈리앵, 비요 바렌 등에게 탄핵을 당한다. (테르미도르의 반동)
장내에서 탈리앵 등이 “폭군을 타도하자!”라는 연설을 하였으며, 로베스피에르 파의 체포를 요구하여, 오후 3시 로베스피에르, 쿠통, 생 쥐스트 등의 체포 결의가 통과했다. 다음 날 7월 28일 로베스피에르 등 22명은 자신들이 애용한 단두대에서 처형을 당한다. 슈테판 츠바이크는 평전 《조제프 푸셰》에서 테르미도르 반동 이전에는 "혁명은 모든 정당성이 자신에게 있다고 주장하였고 모든 책임을 묵묵히 떠맡았던" 반면 반동 이후에는 "혁명은 부당한 일을 한 적도 있다는 것을 소심하게 인정하고 지도자들은 혁명을 부정하기 시작했다."고 서술한다.

### 총재 정부

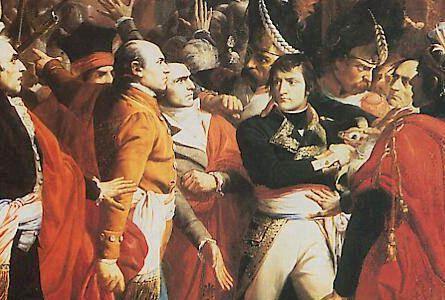
혁명력 8년 브뤼메르 18일의 나폴레옹 보나파르트

로베스피에르가 처형된 후인 1795년에 국민공회는 공화력 3년 헌법을 제정하고 이를 바탕으로 총재정부를 수립하였다. 이는 5명의 총재가 행정권을, 원로원과 500인회에서 입법권을 갖는 체제로 운영되었다. 하지만 총재정부는 출범하자마자 반대파들이 일으킨 반란을 직면하게 되었다.
1795년 10월 5일 반대파가 일으킨 방데미에르 13일 반란은 나폴레옹 보나파르트 장군에 의해 진압되었다. 반대파의 반란을 진압한 나폴레옹 보나파르트는 이후 이탈리아 원정과 이집트 원정을 통해 국민 영웅으로 부상하였다. 반면, 총재정부는 당시의 경제, 사회적 불안에 대해 제대로 대응하지 못하며 민심을 잃었다.

### 통령 정부
마침내 나폴레옹은 1799년 브뤼메르 18일에 쿠데타를 일으켜 총재정부를 전복시키고 통령정부를 수립하여 제1 통령의 자리에 올랐다. 프랑스 혁명으로 태어난 프랑스 제1공화국은 나폴레옹에 의해 시작된 프랑스 최초의 제정으로 인해 10여년만에 단명하며 막을 내렸다. 또한 나폴레옹이 실각한 후 혁명으로 붕괴된 부르봉 왕조가 부활했다. (부르봉 왕정복고)

## 식민지 노예해방
카리브해의 산도밍고(현재 아이티 공화국)는 흑인 노예를 이용한 플랜테이션 농업으로 설탕, 커피, 코코아, 담배를 생산하는 프랑스의 식민지였다. 당시 전 유럽 수요의 절반 이상을 공급하여 프랑스에 막대한 이익을 제공하는 곳이었다. 그런데 프랑스 혁명 소식을 전해들은 50 여만명의 흑인노예와 혼혈인들이 '자유, 평등, 우애'의 원칙을 산도밍고에도 적용하라고 요구했다. 하지만 프랑스 혁명정부는 인정하지 않았고 흑인들은 이에 무력으로 저항했다. 1791년 8월 22일에 부두교의 고위성직자 투생 루베르튀르가 흑인 노예를 이끌고 봉기를 일으켰다. 1개월간의 혈전으로 백인 1천명, 흑인 1만명 이상이 사망하고 많은 농장이 파괴되었으나 흑인들의 승리로 이어졌다.
프랑스 혁명정부와 전쟁중이던 영국이 개입하여 함대를 파견했으며 스페인도 침공하였다. 침공세력을 물리치기 위해 프랑스에서 파견된 대표는 산도밍고에 있는 물라토(혼혈인)와 흑인 모두를 자유인으로 선포하며 프랑스 시민으로서의 동등한 권리를 가지도록 하였다. 1793년 8월에 산도밍고의 저항군은 영국함대를 격퇴시켰다. 산도밍고 흑인들의 승리는 전 식민지로 확대되었다. 1794년 2월 4일 프랑스 국민공회는 모든 식민지에서 흑인 노예제의 폐지를 선언하였다.
이후 산도밍고는 프랑스와 갈등끝에 프랑스 관리들을 몰아내고 1801년 7월에 헌법을 제정하며 독립을 선언하였다. 그러나 제1통령 나폴레옹은 1801년 11월에 3만명의 원정대를 파견하여 식민지 재탈환과 노예제를 부활시켜려 했다. 아이티(산도밍고)는 투쟁끝에 프랑스 군을 몰아낸후 1804년 1월1일 정식으로 독립하였다. 이로써 최초의 흑인 공화국이 탄생하였으며 아메리카 대륙에서 미국 다음으로 두 번째로 독립하였으며, 노예제 폐지를 법령화한 최초의 북아메리카 국가가 되었다. 프랑스 혁명의 영향으로 시작된 아이티 혁명과 독립은 미국과 영국의 식민지 노예 반란, 중남미의 탈식민지와 노예제도 폐지에 많은 영향을 주었다.

## 혁명 정신

《민중을 이끄는 자유의 여신》, 외젠 들라크루아, 1830년작, 325 × 260 cm, 루브르 박물관

1789년 혁명 초기부터 혁명의 슬로건은 자유와 평등, 박애였고, 이러한 혁명 과정에서 발간된 여러 기록물에서는 세부적인 권리와 당면 문제들이 나타나고 있다. 일부에서는 자유와 평등, 권리로 표현된 경우도 있고, 1789년 8월 26일에 발표한 《프랑스 인권선언》에는 혁명 슬로건에 부수되는 당면 문제들이 거론되어 있다. 선언문 제2항에서 “자유와 소유권, 안전 그리고 억압에 대한 저항”이라고 밝히어 자유와 소유권, 안전(생존권), 저항권을 천명하였다. 널리 확산된 혁명 정신의 여파로 다양한 계층에서 분출된 수많은 요구들이 혼란의 와중에서 수시로 반영되었고 1793년에 제정한 '프랑스 헌법'에는 자유와 평등, 안전, 소유권을 말하였고(특히 제8조는 안전과 인격, 권리 그리고 재산이 거론되었다.), 1799년 12월 15일 《통령 정부 선언문》에서는 “소유권, 평등 그리고 자유라는 거룩한 권리”로서 나타나고 있다, 그밖에 1794년 〈방토즈 법령 시행규칙〉에 대한 생 쥐스트의 기록이나 1795년 총재 정부 헌법에서도 혁명의 목표들은 다양하게 나타나있다. 혁명 정신과 관련하여“박애”를 올바르게 명시한 기록은 1793년 파리 시 집정관 회의이며, 다음과 같은 표어를 모든 집에 내걸도록 하자고 결의하였다.
| “ | 공화국을 위해 흩어지지 말고 단결하라. 자유와 평등, 박애가 아니면 죽음을 달라. | ” |
|   | — 1793년 파리 집정관 회의                                                     |   |

한편, 자유와 평등이라는 이념 속에는 르네상스 이래 인본주의의 영향으로 인간존중, '인간존엄'이라는 천부인권 사상이 전제되어 있고 이는 곧 인도주의, 박애주의와 연결되어 이미 혁명정신인 우애, 박애정신을 당연히 포함한다고 하겠다.
1875년 공화국 헌법(제3공화국 헌법)이 채택되면서, 프랑스 공화국의 공식 이념으로서 자유와 평등, 박애가 확고히 자리잡았다.

## 관련 예술 작품
문학
- 《조제프 푸셰. 어느 정치적 인간의 초상》, 슈테판 츠바이크 평전 정상원 (옮긴이), 이화북스, 2019년
- 《소설 프랑스 대혁명》앙드레 까스텔로 소설
- 《소설 프랑스 혁명》사토 겐이치 소설
- 《프랑스 혁명과 마리 앙투아네트》피에르 시프이 소설
- 《다이아몬드 목걸이 사건과 마리 앙투아네트 신화》주명철
- 《마리 앙투아네트 베르사유의 장미》슈테판 츠바이크 평전 박광자 & 전영애(옮긴이), 청미래, 2005년
- 《마리 앙투아네트 왕비》캐서린 래스키 소설
- 《마리 앙투아네트》안토니아 프레이 전기소설

영화
- 《프랑스 대혁명》 1989년 제작, 로베르토 엔리코 감독, 미국, 상영시간 360분.[111]
- 《당통》 1982년 작, 안제이 바이다 감독, 제라드 드빠르디유 주연[111]

만화
- 《베르사유의 장미》 (이케다 리요코, 1972년)
- 《테르미도르》 (김혜린, 1988년)

음악
- 《영웅교향곡》 (베토벤)

처음에 베토벤은 프랑스 혁명을 기리며 이 곡을 나폴레옹 보나파르트에게 헌정하려고 했으나, 1804년 5월 나폴레옹이 황제가 되었다는 소식을 듣고 그 이름을 지워 버렸다는 일화가 있다.

## 평가 및 영향
프랑스 혁명은 세계를 뒤흔들어 놓은 사건이었다. 가장 지성적인 사람들은 환영을 했고, 영국의 워즈워스, 콜리지 시인등은 매우 열렬히 환영을 했다. 그러나 오래지 않아 사람들은 실망하기 시작했다. 공포정치가 프랑스에 출현하였고, 나폴레옹의 독재가 가능케 했다. 콜리지와 워즈워드 시인도 환멸을 느꼈고 본래 이전의 상태로 되돌아 가기를 원했다.
영국의 감리교 창시자이자 잉글랜드 성공회 신부인 존 웨슬리 신부는 처음부터 이 혁명을 비난하였다. 그리고 이 혁명은 말세의 시작이 될 것이라고 말하였다. 노예제 폐지를 주장하였던 윌리엄 윌버포스도 두렵게 지켜보았다. 영국과 미국에서는 대다수가 이 혁명에 대한 반감이 크게 일어났다.
결과론적인 평가는 프랑스의 왕조를 부르봉 왕가에서 보나파르트 왕가로 바꿨을 뿐, 그 이외의 의미는 없는 혁명이었다. 따라서, 이 혁명의 유일한 수혜자는 나폴레옹 보나파르트 단 한 명이었다. 사실 프랑스의 귀족들은 혁명을 감지하고 해외로 자산을 빼돌린 사람들도 있었고 많은 귀족이 부르봉 왕조를 복귀시킨 후 혁명 시기의 몰수에 대한 배상을 받고 해외로 또 재산을 빼돌렸기 때문에 인명손실을 제외한 자산손실은 의외로 적었다. 혁명 1세대 최후의 강자였던 조제프 푸셰 역시 귀족들의 귀환에 대한 여파로 위험에 처하게 되었으나 그는 결국 맞서는 대신 도주를 선택하였고 그 대가로써 마지막까지 부유한 삶을 누릴 수 있었다. 당시 프랑스 귀족들은 국가나 왕에 대한 충성에는 큰 관심이 없었던 것으로 보이며 프랑스는 이후 라이벌인 영국과 독일에 비해 약세를 보이게 되었다.

## 같이 보기
| - 러시아 혁명 - 프랑스 5월 혁명 - 프랑스 혁명력 - 프랑스 혁명 시기의 십일조 폐지 과정 - 시민혁명 - 대서양 혁명 - 프랑스 인권 선언 - 저항권 - 제3 계급 - 부르주아지 - 방대 전쟁 - 프롤레타리아 - 공화주의 - 인본주의 - 천부인권사상 | - 프레리알 22일 법 - 공안위원회 (프랑스 혁명) - 보통선거 - 인민주권 (1793년 프랑스 헌법) - 단두대 - 삼부회 - 국민의회 - 제헌국민의회 - 통령정부 - 바스티유 감옥 습격 사건 - 자코뱅당 - 국민공회 - 지롱드당 - 테르미도르의 반동 | - 프랑스 혁명에 관한 성찰 - 미국독립전쟁 - 루이 16세 - 마리 앙트와네트 - 장 자크 루소 - 로베스피에르 - 당통 - 마라 - 생 쥐스트 - 에베르 - 나폴레옹 보나파르트 - 베토벤(영웅교향곡) - 공포정치 - 프랑스 혁명 관련 인물 |